# 神戸連続児童殺傷事件

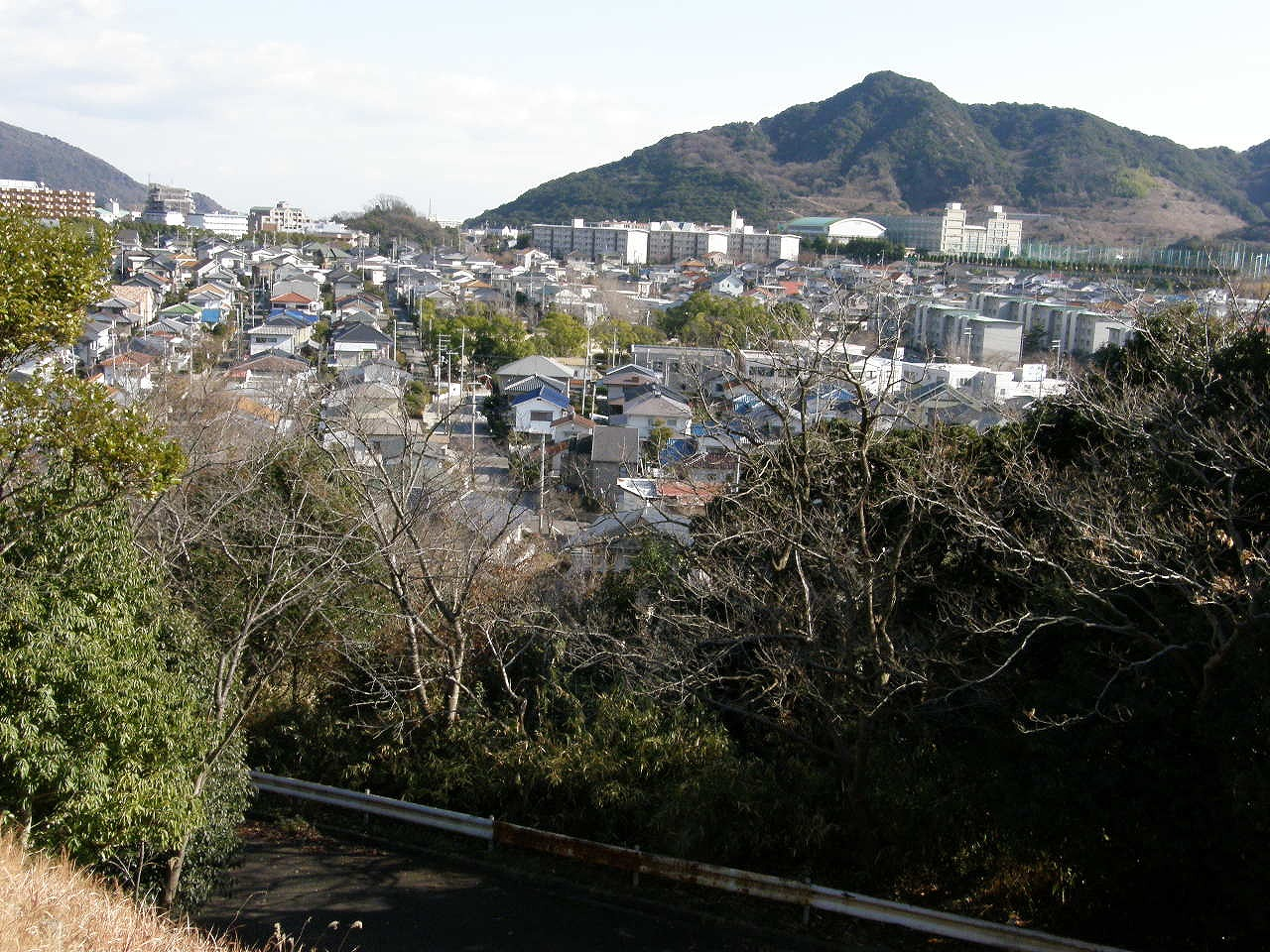
事件が発生した神戸市須磨区のベッドタウン（「タンク山」から望む）

神戸連続児童殺傷事件（こうべれんぞくじどうさっしょうじけん）は、1997年（平成9年）2月から5月にかけて日本の兵庫県神戸市須磨区で発生した連続殺傷事件（少年犯罪）である。
神戸市立友が丘中学校3年生の男子生徒が相次いで小学生5人を襲撃し、2人が死亡、2人が重軽傷を負った。男子生徒は逮捕前、酒鬼薔薇聖斗（さかきばらせいと）と名乗って犯行声明を出したことから、酒鬼薔薇事件、酒鬼薔薇聖斗事件とも呼ばれる。
2022年（令和4年）10月、当事件記録について、神戸家庭裁判所は保存期間満了後、2011年（平成23年）にすべての記録を廃棄されたことが報道機関の取材により発覚した。
本項では加害者生徒の仮名を、本人が出版した著書などの名義である「少年A」をもとにして表記する。

## 概要
1997年の2月10日から5月27日未明にかけて神戸市立友が丘中学校3年生の男子生徒により9歳から12歳の計5人の小学生がそれぞれ殺傷被害を受け、2人が死亡し、2人が重軽傷を負った。
1997年5月27日の早朝、Aの通学していた友が丘中学校正門に切断された男児の頭部が放置されており、口には「酒鬼薔薇聖斗」と書かれた紙片が貼り付けられていた。
6月4日、Aは犯行声明を神戸新聞社宛てに出す。文章の内容、筆跡の類似性などから少年Aが捜査線上に浮上する。6月28日、少年Aは兵庫県警察の捜査員から任意同行を求められ、事情聴取の際に犯行を自供したため、殺人および死体遺棄の容疑で逮捕された。
Aは神戸家庭裁判所へ送致され、井垣康弘裁判官の決定により関東医療少年院へ長期収容されたが、関東地方更生保護委員会から「約6年半の矯正教育により、事件の要因となった性的サディズムなどは改善され、再犯のおそれはなくなった」と判断されたため、逮捕から約6年9か月後の2004年（平成16年）3月10日に仮退院を認められ、社会復帰した。

## 事件の発生状況
事件現場は須磨ニュータウン（神戸市営地下鉄西神・山手線：名谷駅の南方）に集中していた。
1. 第一事件 - 1997年2月10日16時35分ごろ、須磨区中落合一丁目1番の「落合第3団地」402号棟南側路上（座標）で[14]、市立南落合小学校6年生の女児2人（いずれも当時12歳）の後頭部をそれぞれ金槌で殴り、うち1人に全治1週間の怪我を負わせた（傷害罪・暴行罪）[15]。
2. 第二事件 - 1997年3月16日12時25分ごろ、須磨区竜が台二丁目1番の神戸市住宅供給公社35号棟西側路上（座標）で、市立竜が台小学校4年生女児（当時10歳）の後頭部をハンマー (1.5 kg) で殴り、1週間後（3月23日）に脳損傷で死亡させた[16]（第二-1事件：殺人罪）[15]。またその10分後（12時35分ごろ）、須磨区竜が台五丁目20番の竜が丘公園（座標）北側路上で、同校3年生女児（当時9歳）の腹部をくり小刀（刃体の長さ約13 cm）で刺し、全治2週間の怪我を負わせた[16]（第二-2事件：殺人未遂罪）[15]。
3. 第三事件 - 5月24日昼過ぎごろ、市立多井畑小学校付近の路上で、同校6年生男児（当時11歳）と偶然出会い、須磨区友が丘9丁目22番地の「タンク山」山頂にあったケーブルテレビ中継アンテナ基地付近（座標）まで誘い出した上で、14時ごろに自分の履いていた運動靴の紐で絞殺[17]。翌25日13 - 15時ごろに基地内で遺体を頭部と胴体部とに切断[18]、胴体部分を基地局舎の床下に、頭部は27日未明に友が丘中正門前（座標）にそれぞれ遺棄した[9]（殺人罪、死体損壊・遺棄罪）[15]。

通り魔的犯行や遺体の損壊が伴った点、特に被害者の頭部が「声明文」とともに中学校の正門前に置かれた点、地元新聞社に「挑戦状」が郵送された点など、強い暴力性が伴なう特異な事件であった。また、犯人がいわゆる「普通の中学生」であった点も社会に衝撃を与え、少年法改正（2000年）のきっかけとなった。
兵庫県警察は聞き込み捜査の結果、少年Aが動物虐待行為をたびたび行っていたという情報や、被害者男児と顔見知りである点などから、比較的早期から彼に対する嫌疑を深めていたが、対象が中学生であるため、捜査は極めて慎重に進められた。

## 事件の発覚

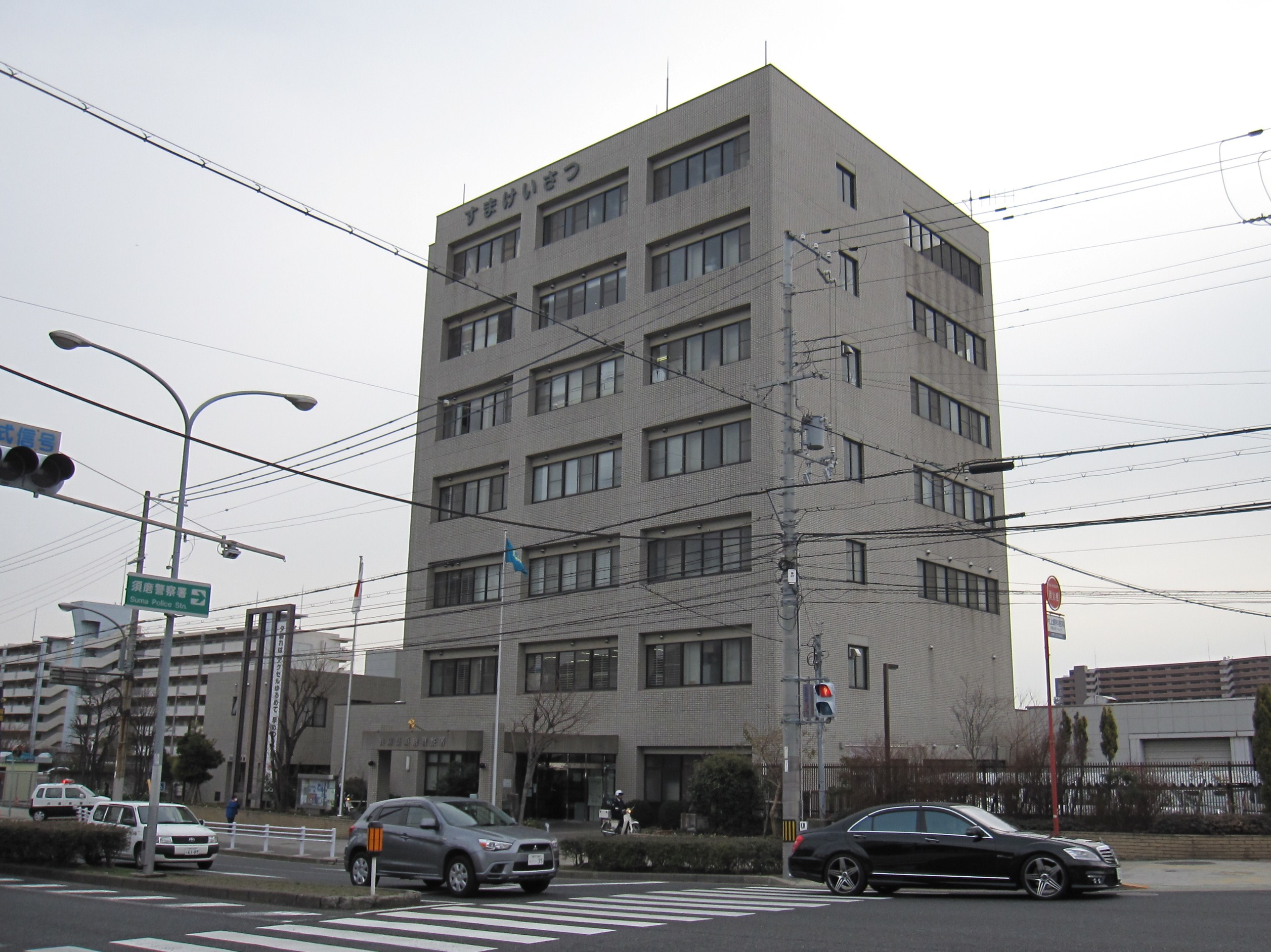
所轄の須磨警察署

1997年5月27日早朝、神戸市須磨区の友が丘中学校正門に、切断された男児の頭部が放置されているのを通行人が発見し、警察に通報。5月24日から行方不明となっていた近隣マンションに住む11歳の男児のものと判明した。耳まで切り裂かれた被害者の口には、「酒鬼薔薇聖斗」名の犯行声明文が挟まれており、その残虐さと特異さからマスメディアを通じて全国に報道された。6月4日に犯人から第二の犯行声明文が神戸新聞社に郵送され、報道はさらに過熱。警察の捜査により、6月28日に犯人を逮捕。マスコミが報じていた推定犯人像（がっちり体型の30 - 40歳代）と異なり、犯人が14歳の中学生であったこと、連続殺傷事件であったことが判明した。

## 事件の経緯

### 第一の事件
1997年（平成9年）2月10日午後4時ごろ、神戸市須磨区の路上で小学生の女児2人がゴムのショックレス・ハンマーで殴られ、1人が重傷を負った。
犯人がブレザー着用、学生鞄を所持していたと聞いた女児の父親は、近隣の中学校に対し犯人がわかるかもしれないので生徒の写真をみせてほしいと要望する。しかし、学校側は警察を通して欲しいとして拒否したため、父親は兵庫県警察に被害届を出して生徒写真の閲覧を再度要求したものの、結局、開示されることはなかった。
この事実により、犯人逮捕後、学校側に対し、「この時点で何らかの対応をしていれば第二・第三の事件は防げたのではないか」、「結果的に犯人をかばっていたことになる」との批判が起こった。
なお、この事件に関しては被害者の家族の要望もあり、非公開とされていた。

### 第二の事件
3月16日午後0時25分、神戸市須磨区竜が台の公園で、付近にいた小学4年生の女児Aに手を洗える場所はないかとたずね、学校に案内させた後、「お礼を言いたいのでこっちを向いて下さい」（少年の日記より）といい、振り返った女児を八角玄翁（金槌の一種）で殴りつけ逃走した。女児は病院に運ばれたが、3月23日に脳挫傷で死亡した。
さらに、午後0時35分ごろ、別の小学3年生の女児Bの腹部を刃渡り13センチの小刀で刺して2週間の怪我を負わせた。ナイフの刃先は胃を貫通して、背中の静脈の一歩手前で止まっていた。仮に静脈まで達していたら、救命は不可能だったという。また手術では1.8リットルの輸血を要した。女児は入院中、「（事件現場の）あの道は通りたくない」などと家族に話しており、またAの再逮捕後には母親から一連の事件の犯人は同一人物であることを伝えられ、「2人が殺され、私だけが助かってしまったの…」と複雑な表情を浮かべていたという。

### 第三の事件

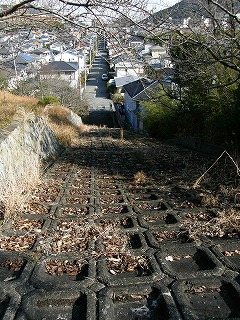
「タンク山」への近道である「チョコレート階段」

#### 5月24日
少年Aは人を殺したいという欲望から、殺すのに適当な人間を探すために昼過ぎに自転車に乗って家を出た。町内を約10分くらい自転車を走らせた後、多井畑小学校の北側の道路の歩道を東から西に自転車を走らせていたところ、Aとは反対に西から東に1人で歩いてくる男児を偶然見つけた。
男児は同地区に住む放射線科医師の小学5年生の11歳の次男であった。男児は祖父の家に行くといって午後1時40分頃自宅を出ていた。Aが男児を知った時期ははっきりとは覚えてはいないものの、Aが5年生の頃小学校のなかに身体障害者のための「なかよし学級」があり、そのなかに男児がいることを知った。その後男児がAの家に遊びに来るようになった。これはAが直接知り合ったわけではなく、Aの一番下の弟が同級であったためである。その際にAの家で飼っていたカメに男児が興味を示したことからカメが好きなことを知る。
咄嗟に「○○君なら、僕より小さいので殺せる」と思い男児の方へ近づいた。Aは男児に対し「向こうの山にカメがいたよ。一緒に見に行こう」と「タンク山」と呼ばれている高台に誘い出し、山頂手前にあるケーブルテレビアンテナ施設の入り口付近まで連れて行きその場で絞殺して遺体を隠した。
殺害は絞殺であったが、これは当初から首を手で絞めて殺してみたいという願望があったためである。指紋が付くことを怖れ手袋をしたあと、男児の真後ろからいきなり右腕を男児の首に巻き付け、力いっぱい男児の首を締め上げた。男児は大きな声を出し、泣き叫び手をバタバタさせた。Aはこのままでは到底男児を殺せないのではないかと思い、男児を倒して締め上げれば殺せるのではないかと考えた。男児を前に倒しA自身も男児に覆い被り首を絞め上げた。それでも男児はなかなか死ななかったため、今度は男児を仰向けにし男児の腹の上に馬乗りになって両手で男児の首を力任せに締め付けた。しかし、両腕の上腕部付近が張ってきて、筋肉痛のような感覚を覚える。Aはナイフで殺害しようと考えるがナイフを忘れたことに気付く。そこですぐ横に埋まっていた石で撲殺しようと思い、石を持とうとするが土に埋まっていたため動かなかった。Aは自らの運動靴の紐で絞殺をしようと考え、紐を首にかけうつ伏せになった男児の腰付近に馬乗りになり、力一杯両手で持ち上げた。しばらく締め続けたところで呼吸音が止まった。しかし、死んだかどうか分からなかったため、靴紐の端を施設のフェンスなどに結びつけ締め続けた。その後、男児の左胸に右耳を当て心音を確認し、心音が聞こえなかったので、完全に死んだと確認した。
供述では、なかなか死なない男児に腹を立てたりしているが、同時に男児を殺しているという緊張感や怒りも含め、殺していること自体を楽しんでいたこと、また、最終的には男児が死んだと分かった時に、Aは男児を殺すことができ、男児が自分だけのものになったという満足感でいっぱいになったと話した。また、「その満足感はそれまで僕が人を殺した時のことを考えて、得られるであろうと思っていた満足感よりももっと素晴らしいものでした」と話した。さらに「確かに僕は、3月16日に須磨区竜が台で、2人の女の子を殴ったりナイフで刺したりしたし、後日、僕がハンマーで殴った女の子は死んだということを知りましたが、この時は一瞬のことであり、大した満足感は感じませんでした。しかし、○○君の場合は、殺すのになかなか時間がかかったので、それだけ満足感が得られたのです。○○君を殺したことによって感じた満足感は、あまり長続きはせず、死体をどこに隠そうかなどと考え始めたときには、満足感は消えていました」と続けた。

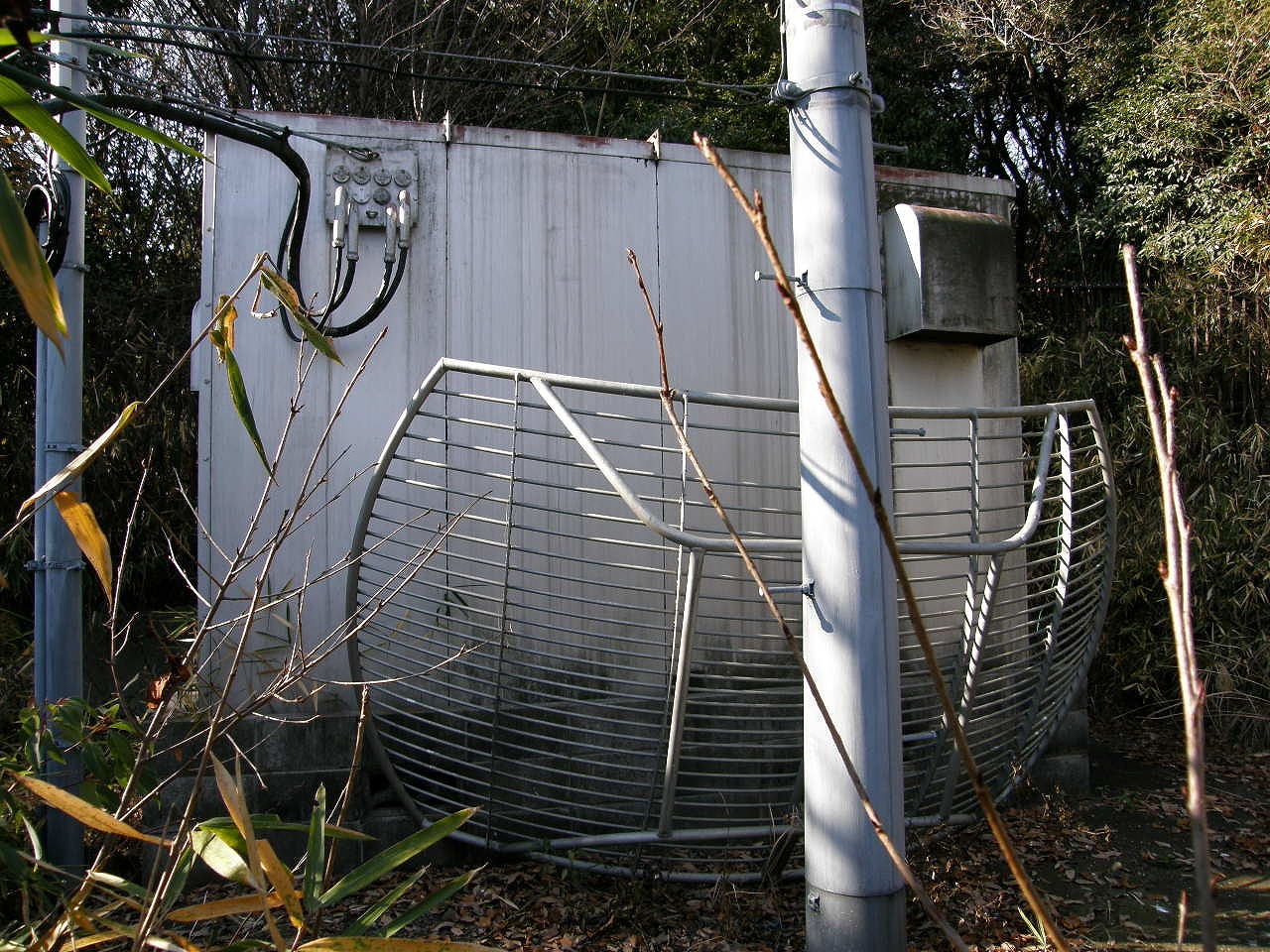
ケーブルテレビの施設（現在は撤去され更地になっている。）

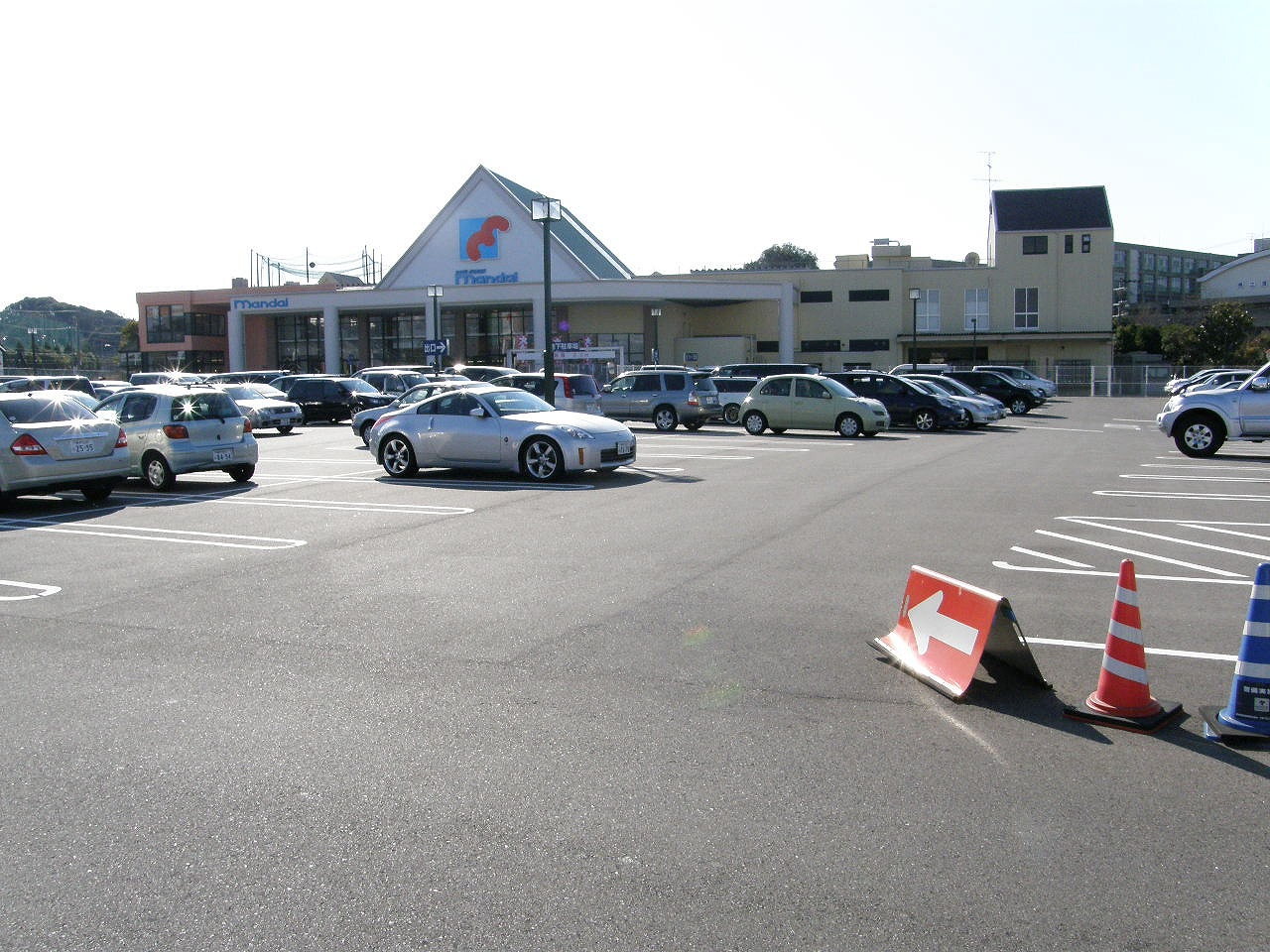
少年が万引きをしたコープリビングセンター北須磨店のあった場所

男児を殺害したAは、死体の処理をどうするか考えできるだけ発見を遅らせたいと思った。あたりを見回すとアンテナ施設の中の鉄の建物の床下に草が生えており、フェンス越しなら床下が見えにくいと思い、床下に死体を隠すことを考えたが、入り口には南京錠がかかっていたため、施設内には入ることができなかった。
しかしAは南京錠を壊そうと考え、南京錠を壊すための糸ノコギリと、南京錠を壊しただけでは不審に思われることから、壊した南京錠に代わる新たな南京錠を入手する必要を感じた。
男児をそのままにしてAはコープリビングセンター北須磨店へ向かった。そこで糸ノコギリ（後に供述調書は金ノコに修正された）と南京錠を万引きした。南京錠と糸ノコギリを万引きした理由については、お金がなかったこと、お金を出して買えば店員に顔を覚えられる可能性があったためと供述している。
Aは再び男子の元へ行き、入り口に掛けられている古い南京錠を金鋸で切り、両手を男児の脇の下に入れ男子を引きずって施設の中へ入れた。ところが、鉄の建物と施設の入り口との間にアンテナが置かれており、邪魔であったためアンテナを向って右にずらした。
Aは男児の死体を引きずって建物の中へ入り、そこから床下に男児の死体を蹴り込むようにして押し込んだ。その際、建物付近に男児の運動靴が1個落ちていることに気付き、拾い上げ死体のそばに置いた。金鋸を落ち葉の下に隠し、入り口に新しい南京錠を掛け替えて山を下りた。

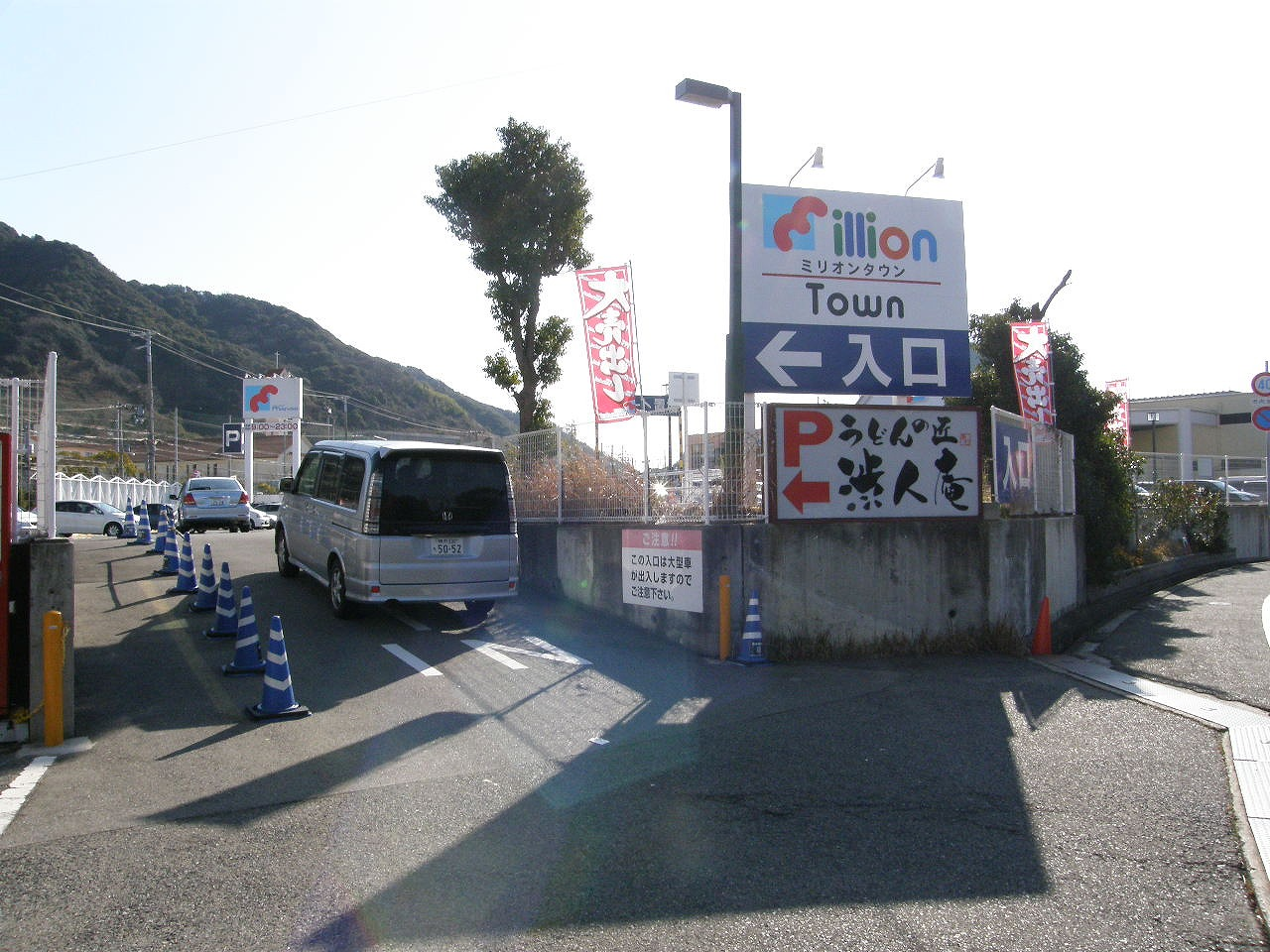
コープリビングセンター北須磨店跡地別角度

その後Aは友達と遊び、午後6時過ぎに家に帰った。Aの母が「○○君がおらんようになったみたいよ」と言うと、Aは「ふうーん」と返事をした。Aは夕食を食べずに寝たが元々よく夜中に目覚めており、この夜も夜中に目覚め、1日のことを振り返った。南京錠の切断に使った糸ノコギリを施設内に隠していることを思い出した所、糸ノコギリで頭を胴体から切り離してみたい、その時に手に伝わってくる感覚や、切った後の切り口を見てみたいという衝動に駆られた。Aはそれまでに何十匹もの猫を殺し、首を切り落としていたが、猫だとナイフ1本で簡単に切れるため、人間を切ってみたいと思った。そこで、明日は再びタンク山に向かい、隠している糸ノコギリで男児の首を切ろうと考え再び眠りについた。
午後8時50分に被害男児の家族より兵庫県須磨警察署に捜索願が提出された。

#### 5月25日

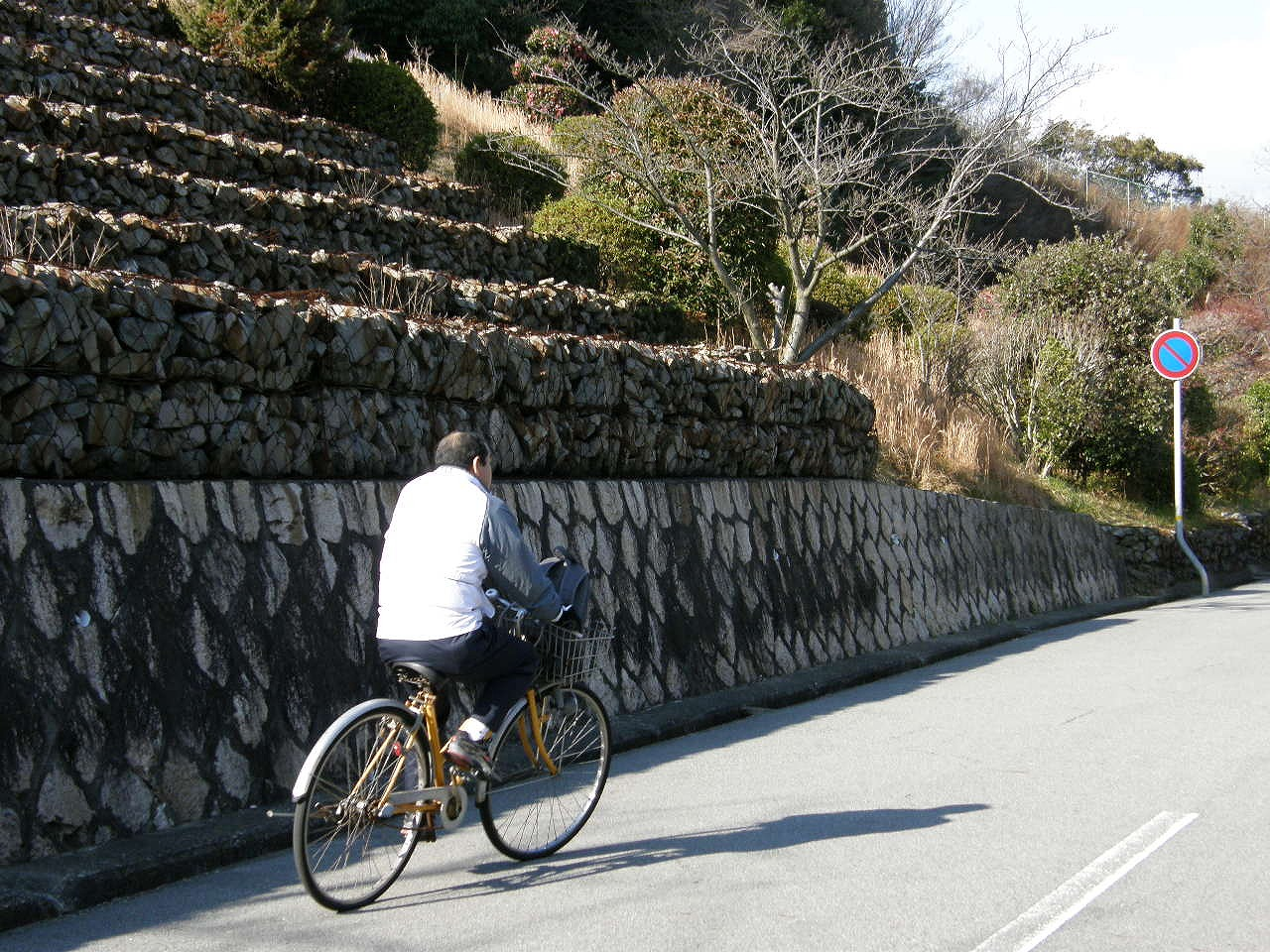
第1のチョコレート階段下右手、入り口よりも右側付近

Aはいつものように起床し、男児の首を切るために自宅を出た。Aは人間の首を切る際には大量の血が出て、現場に血を残すと足が付きやすくなると考え黒色のビニール袋を2枚用意した。また金鋸を運び出すために、学校で使用している補助カバンや、くり小刀を1本持ち出した。
検事調書では、「ママチャリに乗って、直接「タンク山」へと向かいました」と言っているが、Aの父親によれば正午前後にコープ北須磨の自転車置き場で出会っており、ビブロスの方向に走って行ったという。タンク山はビブロスと反対方向にあるが、ビブロス方向に走って行ったことに関して、父親は「よく思い出せません」とも話している。
Aは遺体の元へ行き男児の死体を床下から引っ張り出した。Aは「ただ、〇〇君の首を切りたい」とだけしか思っていなかったため、特にワクワクするといった気持ではなかった。男児はあおむけの状態で、眼は見開いていた。このとき、取調官はAに「男児の死体の目や顔を見ながら、その首を切るのに抵抗はなかったか」と尋ねたのに対しAは「別にありませんでした。僕が殺した死体であり、いわば僕の作品だったからです」と答えた。
黒いビニール袋の上に置いた男児の遺体を、糸ノコギリで一気に左右に2回切ると切り口が見えた。Aは左手で男児の額のあたりを押さえながら首を切った。この時Aは「現実に人間の首を切っているんだなあと思うと、エキサイティングな気持ちになった」と供述している。その後、男児の髪をつかんで首の皮を引っぱり、頭を胴体と引き離した。Aはしばらく頭部を地面に置き、正面から鑑賞しながら「この不可思議な映像は僕が作ったのだ」という満足感に浸り射精した。
しかしAは死体にまだ魂が残っていると考え、魂を取り出すため、また眠たそうな男児の目が気に入らなかったため、小刀で男児の両目を突き刺した。さらに、2、3回ずつ両方のまぶたを切り裂き、口の方からそれぞれ両耳に向け、切り裂いた。さらに、「殺人をしている時の興奮をあとで思い出すための記念品」を持ち帰ろうと考え、舌を切り取ろうとしたが、死後硬直のためできなかった。さらに、ビニール袋に溜まった男児の血を飲むが、金属をなめているような味がしたと述べている。血を飲んだ理由として、「僕の血は汚れているので、純粋な子供の血を飲めば、その汚れた血が清められると思ったからです。幼い子供の命を奪って、気持ち良いと感じている自分自身に対する自己嫌悪感の現れなのです」と供述している。

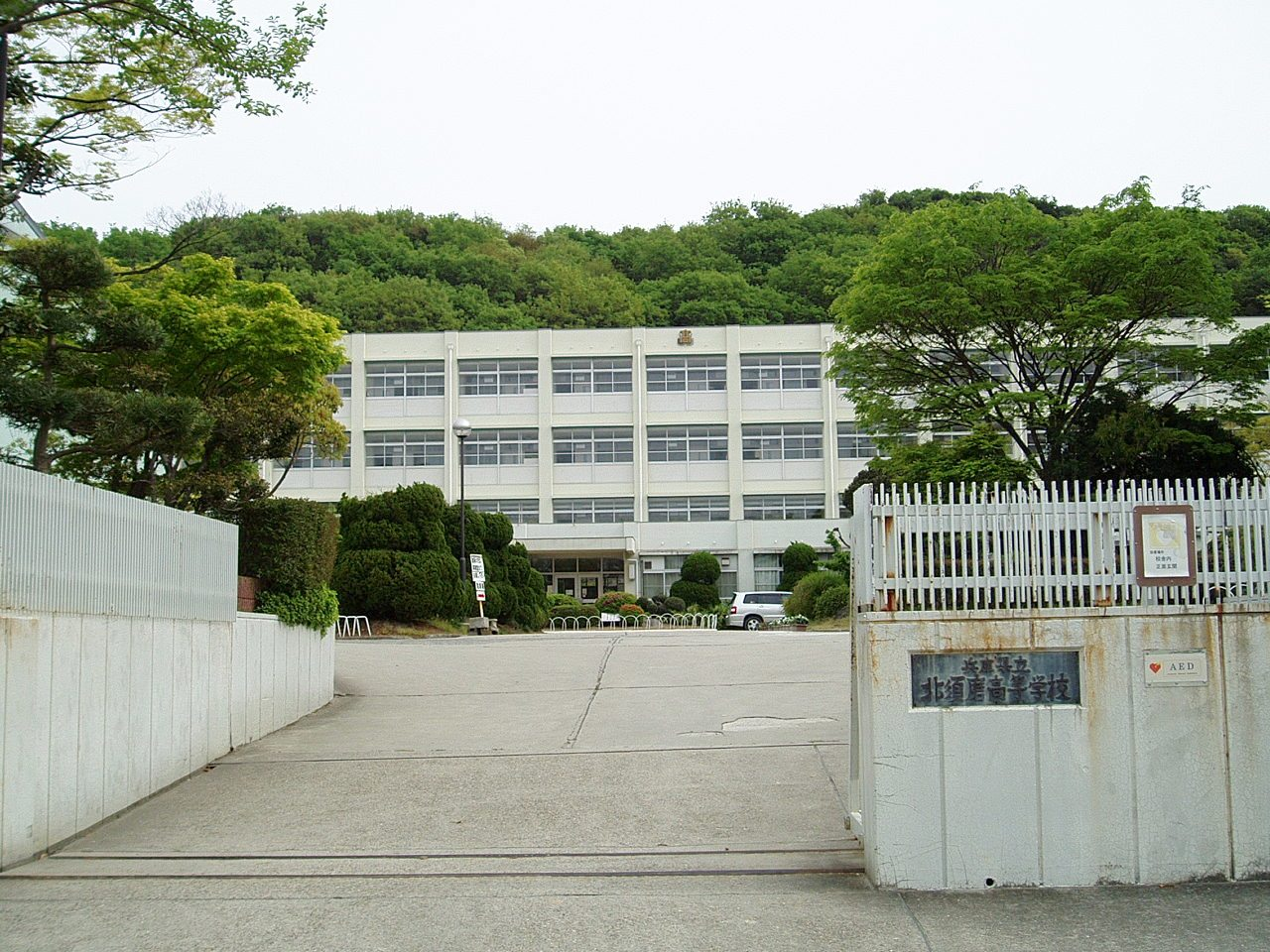
兵庫県立北須磨高等学校。校舎背景に見える山が「タンク山」

Aはその後入角ノ池へ行き、男児の首を隠す場所はないかと見回したところ池の方に木が生えだしたところがあり、その木の近くにちょうど首が入るほどの穴があった。穴を見つけると、補助カバンから男児の首を入れたビニール袋を取り出し、袋に入れた状態で首全体が見えるようにした。至近距離から男児の首を鑑賞し、新たに誰もいない場所で男児の首を鑑賞すれば、何か新しい感動が得られるのではないかと期待したが、大した感動はなく「ああ、こんなものか」と思った程度だったため、2,3分眺めてから再びビニール袋にもどし、木の根元の穴の中に隠した。首の切断に使った金鋸は、友が丘西公園のとなりにある向畑ノ池に投げ捨てた。
取調官から、「君は当初、男児の首を切断したり、男児の首を別のところへ移動したのは、男児の首には指の跡などが付いており、それが分かれば、自分が犯人と疑われるからだと話していたが、その点はどうか」と聞かれ、「それは、単なる理屈付けを話したのです」と答えた。
その日の夜もAは目が覚め、物思いにふけった。その際、Aは人間の死体が時間とともにどう変化するのかに非常に興味を持ち始めた。Aは明日も男児の首を見るために入角ノ池へ行こうと思った。取調官は、「胴体を置いているタンク山へは行こうと思わなかったのか」と尋ねたのに対し、Aは「考えませんでした。それは〇〇君の胴体部分は、服を着ていて、死体の変化を見るためには、服を脱がせたりしなければならないからです。それが面倒くさかったからです。それにタンク山だと、人が登ってくる可能性があったからです」と答えた。

#### 5月26日
男児の行方不明事件として、午前11時40分に須磨警察署が公開捜査を開始。兵庫県警察、PTA、消防団合わせて150名が捜索にあたった。
Aはこの日もいつものように生活し、昼過ぎに「首をじっくり鑑賞したい」と自転車で入角ノ池へ向かい、穴から取り出して至近距離で5,6分見た。この時は鑑賞ではなく観察したと供述している。観察の結果、色が前日に増して青白くなっていたこと以外には取り立てて変化があるようには思えず、がっかりし興味を失ったため、男児の頭部を家に持ち帰った。
遅かれ早かれ日本の警察ならどこに隠そうと胴体も頭部も発見されるだろうと考えたAは、自分から男児の首をあえて晒すことで、警察の捜査から自分を遠ざけようと考えた。
男児の頭部を放置する場所をどこにするか考えた結果、自分が通っている神戸市立友が丘中学校が警察にとっては一番盲点になるのではないかと考えた。Aは、まさか中学校に通う生徒が自分が通う学校に首を置くはずがないと思うだろうし、そうなれば捜査の対象がA自身から外れるだろうと考えた。さらにもう一つの理由として幼少期から親に「人に罪をなすりつけては駄目だ」と言われて育てられたことから、一方では男児を殺した自分自身に対して嫌悪感があったので、何とか責任逃れをしたいという気持ちもあった。
しかし、人に罪をなすりつける訳にはいかないので、自分自身を納得させるために、学校が男児を殺したのであり、僕が殺したわけではないと思いたかった。それは単に、学校に責任をなすりつけるための理由であり、実際に学校に対する恨みや学校の教育によって、こんな僕ができてしまったと思っていたわけではないと供述している。
頭部の置き場は一番目立つ場所がいいと考え正門に置くことにした。Aは男児の首をビニール袋に入れ、自転車の前カゴに入れて帰宅した。家には誰もいなかった。
帰宅途中男児の首を洗うことを思い付き、帰宅後土や木の葉で汚れた頭部を風呂場でタライに入れホースを使い15分ほどかけて丁寧に洗って、自分の部屋の天井裏に隠した。Aは首を洗った理由を「理由は二つ。一つは、殺害場所を特定されないように、頭部に付着している土とか葉っぱなどを洗い流すためでした。あと一つの理由は、警察の目を誤魔化すための道具になってもらう訳ですから、血で汚れていたので『せいぜい警察の目から僕を遠ざけてくれ。君の初舞台だよ』という意味で、顔を綺麗にしてやろうと思ったのです」と供述している。Aは首を洗った時も興奮して勃起し、髪の毛にクシを入れながら射精した。
Aは男児の首を校門に置くだけでは、警察の目を自分から逸らすには物足りない。さらに捜査をかく乱する方法はないかと考えた。そこで、首に何かを添えるのであれば、男児の口が開いているので男児の口に手紙を咥えさせようと考えた。「偽りの犯人像」を表現するには、手紙がいちばんだと思った。その日の夜、手紙の文章を考えた。
これまで読んだ本などから、覚えている言葉や自分で頭に浮かんだ文章などを思い浮かべたものの、さらにインパクトがある表現が必要だと感じた。そこで部屋にあった漫画に目が止まり、『瑪羅門の家族』第3巻の目次の「積年の大怨に灼熱の裁きを」を見て「積年の大怨」ということになれば、長年積もり積もった恨みを持った者の犯行だと読んだ人は思い、ある程度歳のいった人間が犯人だと思われるのではないかと考え引用することにした。また別の本で覚えていた言葉を組み合わせて手紙を書き上げた。原文の「灼熱の裁きを」という部分は、男児の頭部を焼いたわけではないので「流血の裁きを」との表現に改変した。

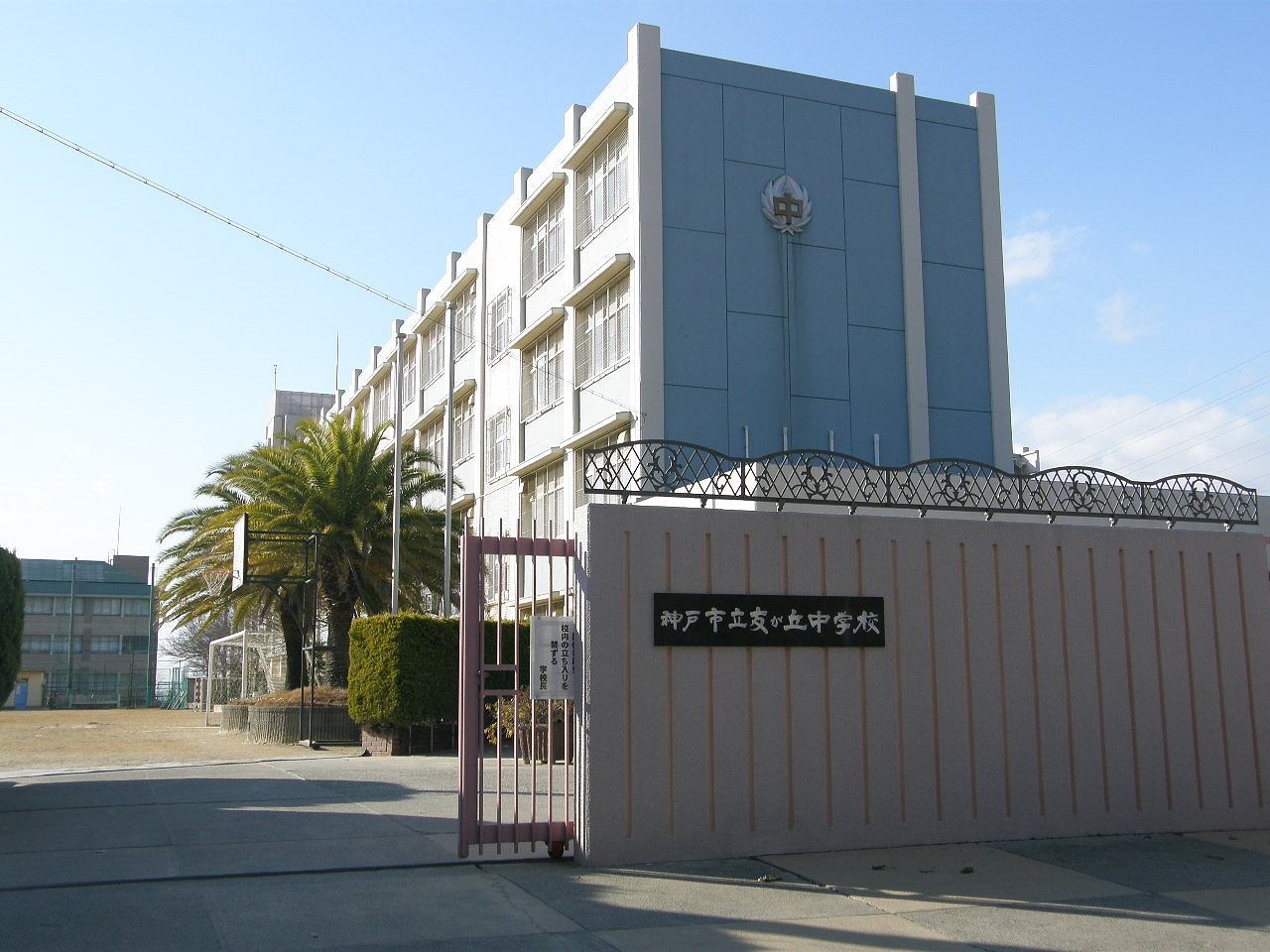
少年が男児の首を置いた神戸市立友が丘中学校。

##### 手紙について

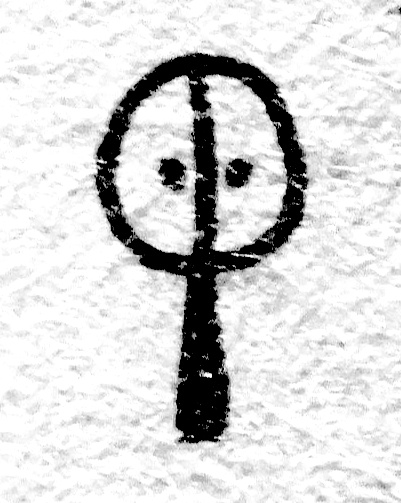
「酒鬼薔薇聖斗」のマーク

取調べでは、Aは手紙の文章をよく覚えており、取調官に対し「赤のペンと黒のペンで書いたので、それぞれのペンを貸してくれれば、僕が書いたとおりに再現できます」と話し、取調官がAに白紙と赤、黒のボールペンを渡したところ文章を再現してみせた。
この際は「積年の大怨」ではなく「積年の大恐」と書いているが、これを「今書いた文章だと”恐”と書きましたが、僕自身、このときはそのマンガの本を見ながら書いたものであり、僕が覚えていた字ではなかったので、間違っているかもしれません」と説明した。「愚鈍な」という文字は、別の本で読んで覚えていたものであり、「汚い野菜」という表現はA自身の言葉で、Aが小さいころに親から「運動会で緊張するなら、周りの人間を野菜と思ったらいいよ」と言われていたため、周りの人間が野菜に見えてしまうと答えた。「その他、ほとんどの文章は、僕が頭で考えたものであり、テレビで言っているような、何か小説から引っぱり出したといったものではありません」と供述した。
手紙には文章とともにマークが書かれていたが、Aはこれを「僕のマークであり、ナチスドイツの逆卍をヒントにしたのです」と供述している。ナチスドイツの逆卍はテレビで見たことがあり、A自身もヒトラーの『我が闘争』を読んでおり、マークは小学生の頃に作ったものだった。
英語で「SHOOLL KILL」と書いたのは、その時はこれで「スクールキラー」と呼ぶものだと思っていたためその通りに書いた。手紙を書いた用紙は部屋にあったスケッチブックで、手紙を包んだ紙も同じスケッチブックの紙だった。包んだ紙の表に「酒鬼薔薇聖斗」と赤いペンで書き、その名前の下に同じマークを黒のペンで書いた。裏面には何も書かなかった。
「酒鬼薔薇聖斗」とは、小学校5,6年生の頃に「悪い方の僕自身に僕が付けた名前」だった。「酒鬼薔薇聖斗」のマークも作っていたが、若干デザインが異なっているものの手紙に書き添えたマークは「僕自身」のものだった。このため取調官はAに「酒鬼薔薇聖斗のマークもあると言いながら、なぜこの時は君のマークを付けたのか」と尋ねたがAは「分かりません」とだけ答えた。これらの文章は一晩で一気に書き上げられた。

### 5月27日
5月27日未明、午前1時頃から午前3時までの間に頭部が入ったカバンを自転車に入れ、中学校の校門前に遺棄した。その準備のため、Aは男児の首を入れたビニール袋を補助カバンに入れ、手紙をジーパンのポケットに入れた。部屋を出る際には、両親に気付かれないよう部屋の窓から外へ出た。Aは友が丘中学校へ向かう際、車道ではなく歩道を通ったが、その間は誰にも会わなかった。正門前に着くと、男児の髪の毛を持って首を取り出した。Aは正門右側の塀に男児の首を置いたが、据わりが悪かったのか男児の首は落下した。首が落下したため、再びどこに置くか考えたが「正門の前だと一番目につくところだし、地面なら据わりもいいだとろうと思い、正門の鉄扉の中央付近に顔を道路側に向けて置きました。手紙を取り出し"酒鬼薔薇聖斗"の文字が見えるように縦に『酒』という文字の方を口にくわえさせたのです」と供述しており、その時の光景を「学校の正門前に首が生えているというような『ちょっと不思議な映像だな』と思って見ていたのです」と供述している。Aはその光景を5,6分見ていた。また、この時Aは「性的興奮は最高潮に達し、性器に何の刺激も与えてないのに、何回もイッてました」という。Aはのちにその時の光景を「作品」と呼んでいる。
取調べでは当日の午前5時ころに中学校の正門に来た人が、男児の首はなかったと話しているが、その点はどうかと尋ねられたがAは「単なる思い違いです。なぜなら僕の親は、午前5時ころには台所にいるので、とてもその様な時間帯に〇〇君の首を持って家を出ることなど不可能です。少なくとも午前3時ころまででなければ、親に知られずに行動することはできないのです。従って、〇〇君の首を正門前に置いたのは、遅くとも午前3時ころまでだと思います」と供述した。
同日8時、兵庫県警捜査一課は須磨署に捜査本部を設置した。警察は記者会見で「酒鬼薔薇聖斗」を「さけ、おに、ばら…」と文字ごとに分割して読み、何を意味するか不明と発表、報道機関も発表と同じ表現をした。テレビ朝日の特別報道番組でジャーナリストの黒田清が「サカキバラセイトという人名ではないか」と発言。これ以降、マスコミや世間でも「さかきばら・せいと＝人名」という解釈が広がった。犯人が未成年で本名が公開されなかったことから、事件解決後の今でもこの事件の犯人を「酒鬼薔薇」または「酒鬼薔薇聖斗」と呼ぶ人もいる。

#### ニュースを見た少年
Aは当日のテレビで男児の首が発見されたことを知る。発見されるように置いたためそのこと自体は当たり前だと考え何とも思わなかった。ところが、その日の内に「タンク山」の局舎床下に隠した男児の胴体部分まで発見されたニュースを見て「早すぎる」と驚いた。Aは事件前から新聞のテレビ番組欄と三面記事は見ていたため、今回の事件後も新聞記事には目を通していた。それらの報道では、犯人像を30-40代男性としたり、黒のブルーバードが目撃されたり、犯人はAの自宅付近以外の人物であるように報道されていたことから、ここまで上手くいったなら自分が犯人だとは分からないだろうと思うようになり、新たに「神戸新聞社宛ての手紙」を書いた。

### 5月28日以降

#### 神戸新聞社宛ての手紙
6月4日、神戸新聞社宛てに赤インクで書かれた第二の声明文が届く。投函したのは6月3日の午後だったため、手紙を書いたのは6月2日の夜だったとAは供述している。内容はこれまでの報道において「さかきばら」を「おにばら」と誤って読んだ事に強く抗議し、再び間違えた場合は報復するとしたものだった。また自身を「透明なボク」と表現し、自分の存在を世間にアピールする為に殺人を犯したと記載している。この声明文には発見された男児に添えられていた犯行声明文と同じ文書が同封されていた。最初の犯行声明文は文章を一部修正した形で報道されたが、神戸新聞社に届いた声明文に同封されていた犯行声明文は修正前と同じ文章だった。具体的には文章の5行目は「人の死が見たくて見たくてしょうがない」だが、「人の死が見たくてしょうがない」と変更して報道された。神戸新聞社に届いた文面には、事件に関わった人物しか知ることができない「人の死が見たくて見たくてしょうがない」と書かれていたため、この声明文はいたずらではなく犯人によるものだと確定された。いわゆる秘密の暴露である。Aは声明文を書くにあたって、次のような犯人像をイメージして書いた。
高校時代に野球部に所属したことがある三十歳代の男。父親はおらず、母親からは厳しいスパルタ教育を受けながら、学校では相手にされず孤立している。学校関係の職場で働いていたが解雇され、今は病身の母親と二人暮らし。学校時代にいじめにあったので、自分を「透明な存在」と思うようになり、そんな自分を作り出した義務教育を怨んでいる。被害妄想と自己顕示欲が人一倍強く、社会を憎み、密かに復讐を考えている。—一橋(2011)、p.312
しかし、Aは「はっきり言って調子づいてしまった、新たに手紙を書けば、僕の筆跡が警察に分かってしまうと思ったが、僕自身、警察の筆跡鑑定を甘く見ていた。『あれで捕まるんやないか、失敗したなぁ』と思ったが、どうしようもなかった」と供述している。捜査関係者によると「もともと、数多く著作からの寄せ集めだから、原本は簡単に割り出せなかったが、Aが浮上して彼の作文などを調べたら、すぐに同一人物の筆致だと分かったよ。特に『懲役13年』という作文は大いに参考になった」という。また、用紙の余白に「9」という数字を書いたことについては「僕が1番好きな数字が9であり、切のいい数字が10だと思っているので、その一つ前がいいからだ」と供述しているが、Aが浮上した段階で間接証拠の一つとして使われていた。なお、Aの作文と二つの犯行声明文の筆跡鑑定を行ったが、鑑定結果は「類似した筆跡が比較的多く含まれているが、同一人の筆跡か否か判断することは困難である」というものだったため逮捕状を請求出来なかったという。『神戸新聞』は犯人が封書を送りつけてきた動機その内容について、東京・埼玉連続幼女誘拐殺人事件の犯人である宮崎勤が「今田勇子」という偽名を使って新聞社に声明文を送りつけたこととの類似性、また宮崎と同様に犯人が捜査の混乱を狙った可能性を指摘している。
Aの供述では、「本当は僕が男児を殺したり、男児の首を正門前に置いていたにも関わらず、あたかも僕の他に犯人がいるとして、その犯人像を僕がイメージして、その犯人像になり切って手紙を書くことにした」、従って「僕が書いた手紙の内容は、あくまでも僕がイメージした犯人像が持っている動機を書いたものであり、いわば僕の作文であって、僕が〇〇君を殺した理由とは全く異なっている」。神戸新聞社への手紙を書くにあたっては、あらかじめ下書きをしてから書き進めた。下書きを書いたノートは後に燃やしている。

#### 逮捕
6月28日、県警は現場近くに住むAに朝から任意同行を求め、事情を聞いていたところでAは犯行を自供した。Aは当初犯行を否認していたが、取調官が第一の犯行声明文のカラーコピーを取り出して、「これが君の書いたものであるということは、はっきりしている。筆跡が一致したんや」と突きつけると、声を上げて泣き出し、自供を始めた（前述のように実際にはAの筆跡が一致したという証拠はなかった）。19時5分、県警は殺人および死体遺棄の容疑でAを逮捕した。同時に、Aは通り魔事件に関しても犯行を認めた。

#### 平成9年7月13日付供述調書より
1997年7月13日、取調官は平成9年6月4日付、司法警察員押収にかかる「コクヨ製便箋2枚」を示し、その写しを資料一として本調書末尾に添付することにした。この神戸新聞社への手紙を示されたAは、以下の通り供述した。
- 「今示された『神戸新聞社へ』と記載のある書面は、僕が作った神戸新聞社へ郵送した手紙に間違いありません。この手紙の中で、僕が、はっきり別のものから取ったと覚えているのは『吊るされる』という言葉でした。本かテレビか映画のどれかであったかまでは覚えていませんが、これらのものから「吊るされる」という言葉を知り、その言葉を書いたのです。手紙を書く時には、辞書を見ながら書きました。僕が、漢字を知らなくて、辞書を引いた漢字については覚えています。その漢字は『愚弄』、『追跡』、『銜えさせた』、『滲んで』でした。その手紙のナンバーの欄に『9』と書いてますが、書いた理由は、ただ単に便箋にその欄があったので、僕が一番好きな数字を書いただけなのです。僕が一番好きな数字は『9』という数字なのですが、その理由は、切りのいい数字は10だと思っているので、その1つ前の数字が9であること、電卓などを叩いた時、一番大きな数字は『9』を何度も叩いた数字になるということからです」
- 「神戸新聞社へ出す手紙の他に、僕は、〇〇君の口にくわえさせた手紙と同じものを、もう一度作りました。その理由は、手紙の方に書いたとおりなのですが、テレビや新聞などを見ていて、僕の書いた文章がはっきりと伝わっていないと思って不安になり、再び同じ内容の文章を送ることにしたのです。なぜ、不安になったかというと、〇〇君の首を正門に置いたことや、〇〇君の口に手紙をくわえさせたことは、それぞれ捜査攪乱という目的があってやったものの、どの一つが欠けても完全なものにならないと思ったからでした。新たに手紙を書いたりすれば、僕の筆跡が警察に分かってしまうと思ったものの、僕自身、警察の筆跡鑑定を甘く見ていたのです」

取調官は1997年6月4日付で、司法警察員押収にかかる「封書」及び「文書」を示し、その写しを資料二及び三として、それぞれ本調書末尾に添付することにした。この「封書」及び「文書」を示されたAは、以下の通り供述した。
- 「今示された封書も文書も僕が書いたものに間違いありません。『文書』の内、"SHOOLL KILLER"と書いていますが、別の機会でも話したように、僕自身、最初〇〇君の口にくわえさせた手紙には”SHOOLL KILL"と書いていました。それはKILLだけでキラーと呼ぶものだと思っていたからでした。しかし、その後『キラー』とするには”KILLER"としなければならないと分かったので、神戸新聞社に送った手紙については、"KILLER"と書いたのです」

## 現場
事件の舞台となった須磨ニュータウンは神戸市中心部から六甲山脈を隔てた北西部に位置し、もともと山地と農村地帯が広がる丘陵地であったが、1964年（昭和39年）から開発が始まり、ニュータウンとして早い地区で1970年から入居が始まった地域である。その後1969年（昭和44年）の西神戸有料道路（現市道夢野白川線）開通、1984年（昭和59年）の山麓バイパス開通、1977年（昭和52年）の神戸市営地下鉄西神・山手線開通によって神戸市中心部とのアクセスが飛躍的に向上し、ベッドタウンとしてこのニュータウンは急拡大していった。そのうち第三の事件は南部にある北須磨団地内で起こった。
殺害・遺体損壊現場として何度もその名が登場する「タンク山」は通称であり、地名としての山名は竜の山（）である。タンク山の通称はこの山の東側中腹に巨大な給水タンクを備えた神戸市水道局北須磨特1高層配水池があることによるもので、竜の山自体が小高い丘のような山であるため周辺からは非常に目立つ存在であった。Aはこの山を聖地と呼んでいた。
1. 男児連れ去り現場：多井畑小学校北側路上 - 神戸市須磨区友が丘三丁目106番地先
2. 殺害現場：タンク山山上 ケーブルテレビ受信施設 出入口前（敷地外） - 神戸市須磨区友が丘九丁目22番地座標: 北緯34度40分13.2秒 東経135度5分37.5秒
3. 切断器具窃盗現場：コープリビングセンター北須磨店 - 神戸市須磨区多井畑字渋人谷上1番地1
4. 遺体切断現場：タンク山山上 ケーブルテレビ受信施設 局舎西側（敷地内） - 神戸市須磨区友が丘九丁目22番地
5. 切断器具処分現場：向畑ノ池 - 神戸市須磨区友が丘四丁目19番地
6. 一時的な頭部遺棄現場：入角の池 畔の山林 - 神戸市須磨区多井畑字入角20番地
7. 最終的な頭部遺棄現場：神戸市立友が丘中学校 正門 - 神戸市須磨区友が丘七丁目283番地1

### タンク山
犯行現場となったタンク山をAがよく知っている事情については、供述調書に詳しく述べられている。Aは多井畑小学校を卒業後、友が丘中学校へ入学するが、1年生の時に卓球部に入部する。これは3年生まで続いた。登校拒否をするようになる1か月ほど前の1997年（平成9年）4月中旬ころには練習があまりに単調でつまらなく感じ行かなくなる。卓球部に所属していた当時は、授業が3時ころに終わり、卓球部の練習で午後5時 - 5時半ころ帰宅していた。ところが、卓球部に行かなくなったために、その時間が暇になる。暇つぶしと同時に部活動をさぼっていると親に叱られると考え、授業後タンク山へ登るようになる。タンク山を選んだ理由は、中学校からの帰路にあり、タンク山なら静かそうで昼寝もできると考えてのことである。その後は毎日登るようになり、頂上付近のケーブルテレビアンテナ施設があることも知り、いつもはその周辺の雑木林でカバンを枕に昼寝を繰り返した。しかし目覚めた際に、近くの学校の午後5時を知らせる鐘が鳴っていなければ、再び眠ることもできないのでタンク山内をさまざまに歩き回った。そのため山中の多くの獣道なども知り詳しくなる。このように、Aはタンク山の状況をよく知っていたため、男児の殺害現場をタンク山頂上付近のケーブルテレビ施設にしようと決めた。

### 入角ノ池
入角ノ池について少年はのちに、出版した『絶歌』の中で触れ、池のほとりに大きな樹があり、樹の根元には女性器のような形をした大きな洞がバックリ空いており、池面に向かって斜めに突き出た幹が先端へいくほど太さを増す不自然な形状を男性器を彷彿させたと形容している。さらに男性器と女性器。アダムとエヴァ。少年は得意のアナグラムでこの樹を〝アエダヴァーム（生命の樹）″と名付け愛でた。

## 少年逮捕以降の動き
- 6月28日 - Aを逮捕[43][44]。
- 6月29日 - 兵庫県警捜査本部は、Aを男児殺害・死体遺棄容疑で神戸地方検察庁に送致。10日間の拘置が認められる。
- 6月30日 - 頭部を一時、自宅に持ち帰ったなどの供述が報道される。
- 7月1日 - 頭部切断は儀式とする供述が報道される。
- 7月2日 - Aの顔写真が掲載された写真週刊誌『FOCUS』1997年7月9日号（新潮社）[注 3]が発売される[45]。犯行の経緯について「カメを見せる」と誘ったなど供述が報道される。
- 7月4日[46] - 最高裁第一小法廷（藤井正雄裁判長）は、男児殺害事件におけるAの拘置を認めた神戸地裁決定を不服としてAの弁護団が申し立てていた特別抗告を棄却する決定[47]。
- 7月6日 - 兵庫県警察が向畑ノ池の捜索を開始[43][44]。
- 7月8日 - 拘置期限が切れたこの朝、地検は拘置延長を請求。神戸地裁は10日間の拘置延長を認める[43][44]。池から金槌が発見される[43][44]。
- 7月9日 - 別の金槌2本と細刃のナイフが向畑ノ池で発見される[43][44]。3月の通り魔事件と2月の殴打事件に使われた凶器と特定[43][44]。
- 7月11日 - Aをバスに乗せ、タンク山とその周辺を実況見分。
- 7月15日 - 2月と3月の通り魔事件でAを再逮捕[43][44]。最高裁第三小法廷は同日付で[48]、男児殺害事件における拘置延長決定を不服としてAの弁護団が申し立てていた特別抗告を棄却する決定[49]。
- 7月16日 - 午前に捜査本部は通り魔事件でAを送検、10日間の拘置請求が地検で認められる。
- 7月19日 - A宅から押収された犯行メモの内容が報道される[43][50]。
- 7月21日 - 警察官2名が、Aの2人の弟に対し、Aが再逮捕された通り魔事件について、Aの学校での行動、言動などを聞く。特にAの母方の祖母の死の前後の様子を執拗に尋ねる。
- 7月23日[51] - 最高裁第二小法廷（河合伸一裁判長）は、連続通り魔事件におけるAの10日間の拘置を認めた神戸地裁決定を不服として、Aの弁護団が申し立てていた特別抗告を棄却する決定[52]。
- 7月24日 - 警察官がAの両親に対して、被害者側に対し電話なり、詫びをすることを促す。この際、警察官は「誤認逮捕はありえない。もし、誤認逮捕であれば、兵庫県警は今後存続しないでしょう」と話す。切断された男児の首を校門の塀の上に置けなかったことに関し「作品を完成できずに悔しい」と供述した旨の報道がされる。午後、Aを伴い通り魔事件の実況見分。
- 7月25日 - 神戸地検が、男児殺害、通り魔事件で神戸家裁に一括送致[53][54]。午後にはAは神戸家裁から神戸少年鑑別所に移送。午後、須磨署捜査本部が解散。
- 8月1日 - 神戸家裁によりAの審判開始が決定される[53][54]。
- 8月4日 - 第1回審判。終了後精神医鑑定を決定[28]。
- 8月20日 - Aの親から通り魔事件被害者宅に届いたおわびの手紙が抜粋報道される[28]。
- 8月21日 - 同上「おわびの手紙」全文判明として報道される[28]。
- 9月14日 - Aの捜査段階での供述、教師らの供述の全容が明らかになったとする報道[28]。
- 9月16日 - 捜査本部の取調べに対する両親の供述が報道される[28]。
- 9月26日 - 作文「懲役13年」全文の報道[28]。
- 9月28日 - 男児の首を切断後、Aが幻聴を聞いたとする供述が報道される[28]。
- 9月30日 - 精神鑑定の概要が判明したとする報道[28]。

## 精神鑑定結果と犯行の動機
成人の刑事裁判と異なり、少年審判は非公開であり、審判の内容は公開されず、審判の結果も公開されないか報道されない事例が大部分であり、多くの人々に注目された事件の審判の結果（初等少年院、中等少年院、医療少年院への送致など）が公開され報道される程度であるが、この事件は人々からの注目度が著しく高かったので、家庭裁判所は例外的に精神鑑定の結果を公開した。
精神鑑定結果として下記に示すAの特徴が解明された。
- 脳のX線検査、脳波検査、CTやMRIによる脳の断層検査、染色体の検査、ホルモン検査に異常は無い。
- 非行時・鑑定時とも精神疾患ではなく、意識は清明であり、年齢相応の知的能力がある。
- 非行時・鑑定時とも離人症状と解離傾性（意識と行為が一致しない状態）があるが、犯行時も鑑定時も解離性同一性障害ではなく、解離された人格による犯行ではない。
- 未分化な性衝動と攻撃性の結合により、持続的で強固なサディズムがこの事件の重要な原因である。
- 直観像素質（瞬間的に見た映像をいつまでも明瞭に記憶できる）者であり、その素質はこの事件の原因の一つである。
- 自己の価値を肯定する感情が低く、他者に対する共感能力が乏しく、その合理化・知性化としての虚無観や独善的な考え方がこの事件の原因の一つである。
- この事件は長期的に継続された多様で漸増的に重症化する非行の最終的到達点である。

Aは小学5年生の時から動物に対する殺害を始め、最初はなめくじやかえるが対象だったが、その後は猫が対象になった。A自身が友人に、全部で20匹ぐらいの猫を殺したと語っている。標準的な人は性的な発育が始まる以前の段階で、性欲や性的関心と暴力的衝動は分離されるが、Aは性的な発育が始まった時点で性欲や性的関心と暴力的衝動が分離されず（鑑定医はその状態を未分化な性衝動と攻撃性の結合と表現した）、動物に対する暴力による殺害と遺体の損壊が性的興奮と結合していた。性的な発育過程にある標準的な感覚の男子は、自分の周囲の同年代の女子や少し年上の女性を、性欲を発散する対象として想像しながら自慰をして（または生身の女性と現実の性交をして）性欲を発散し、性的な経験を積み重ねながら肉体的・精神的な成長をして行くのだが、Aは動物を殺害して遺体を損壊することに性的な興奮を感じるようになり、猫を殺して遺体を損壊する時に性的な興奮や快楽を感じて性器が勃起し射精した。Aはその性的な興奮や快楽の感覚や要求が、人を殺害して遺体を損壊することによって、猫の殺害と遺体損壊よりも大きな性的な興奮や快楽を得たいとの欲求へとエスカレートし、それが自分の運命と思い込むようになり、この事件を行ったのであり、殺人の動機の類型としては快楽殺人である。また、Aの言動を危惧した両親は、中学入学後の1995年11月に精神科の病院に通院させ、診断テストや脳の検査を受けさせた。その結果、注意欠陥・多動性障害（ADHD）の診断を受けている。
Aは鑑定医から被害者を殺害したことについて問われると、自分以外は人間ではなく野菜と同じだから切断や破砕をしてもいい、誰も悲しまないと思うと供述した。被害者の遺族の悲しみについて問われると、あの時あの場所を通りかかった被害者が悪い、運が悪かったのだと供述した。女性に対する関心はあるかと問われて、全く無いと答えた。
精神鑑定結果は、Aに完全な責任能力はあるが、成人の反社会性パーソナリティ障害に相当する行為障害（18歳未満の場合は人格形成途上なので行為障害と表現する）があり、鑑定医の意見としては、行為障害の原因を除去して、Aの性格を矯正し、Aが更生するためには、長期間の医療的処置が必要（医療少年院への送致が最も適切な処遇）との提案がされた。事件前に診断し告知された「注意欠陥・多動性障害」についての言及は、審判や精神鑑定においては触れられていない。

## その後の少年の処遇

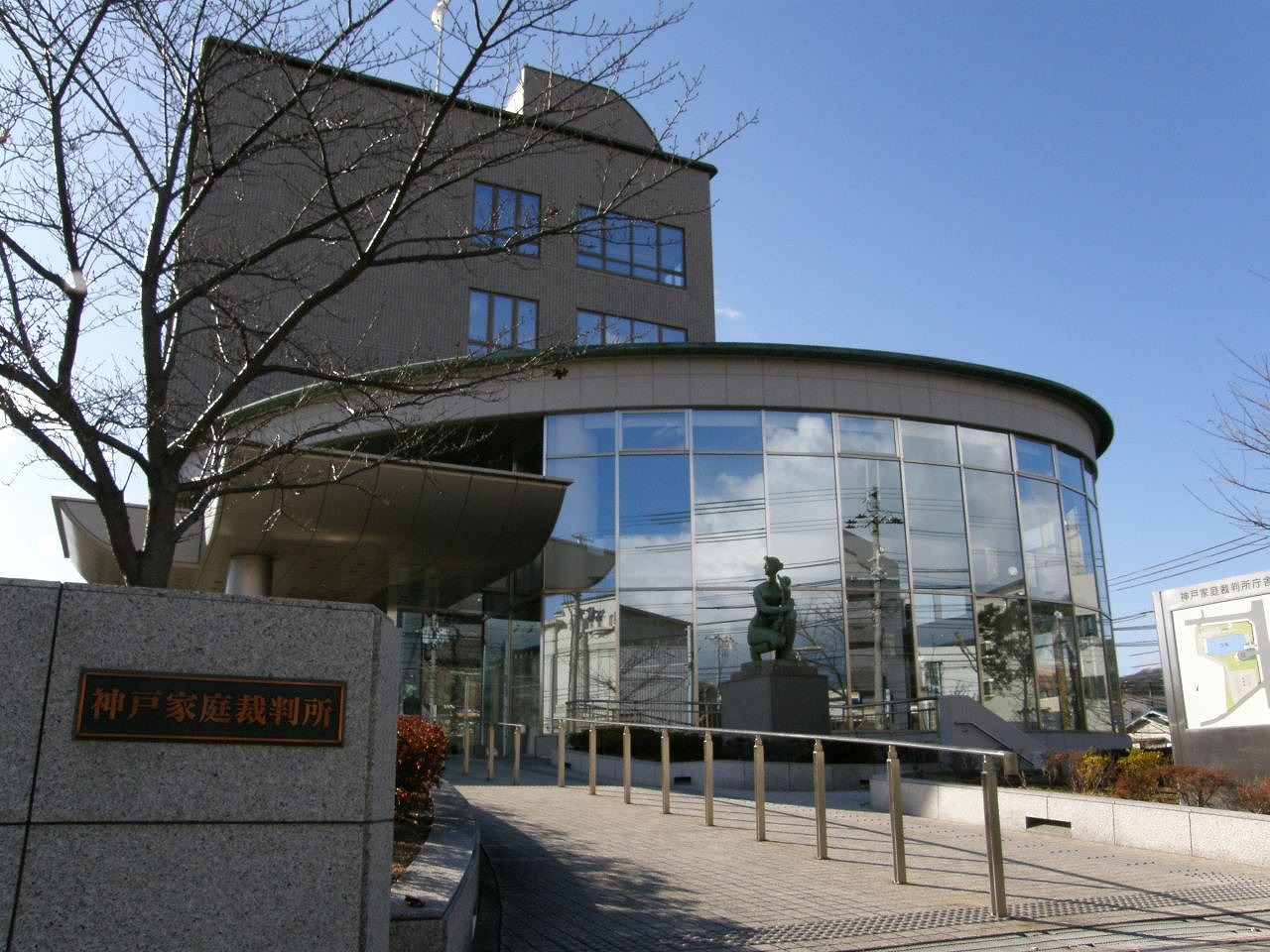
神戸家庭裁判所

- 1997年（平成9年）10月13日 - 神戸家庭裁判所はAを医療少年院送致が相当と判断、関東医療少年院に移される。
- 1999年（平成11年） - 第二の事件で死亡した女児の遺族とA側で約8,000万円の慰謝料を支払うことで示談成立。
- 2001年（平成13年）11月27日 - 治療が順調であるとの判断から、東北少年院（中等少年院）に移る。
- 2002年（平成14年）7月 - 神戸家庭裁判所は、治療は順調としながらも、なお綿密な教育が必要として、収容継続を決定。
- 2004年（平成16年）3月10日 - 成人したAは少年院を仮退院。この情報は法務省を通じ、被害者の家族に連絡された。
- 2005年（平成17年）1月1日 - Aの本退院が認可される。
- 2005年（平成17年）5月24日 - 被害者少年の八周忌。Aが弁護士を通じて、遺族に献花を申し出ていた事が明らかになる。遺族は申し出を断った。
- 2007年（平成19年）3月 - 第二の事件で死亡した女児へ、医療少年院退院後、初めて謝罪の手紙が届けられた。しかし遺族は「必死に生きようとする姿が見えてこない」と賠償についても疑問を投げかけた。現在遺族への慰謝料は、Aの両親が出版した本の印税の他、1か月にAから4,000円と両親から8,000円支払われていると報道された[64]。

## 少年の更生
法務省は従来の矯正教育計画を見直し、収容期間を2年以上に延長した新課程「G3」を新設し、関東医療少年院は、精神科医や法務省教官など専門家で作るプロジェクトチームを編成した。
精神鑑定で家庭における親密体験の乏しさを指摘されたのに対し、関東医療少年院は男性の主治医を父親役、女性の副主治医を母親役に配するなど「疑似家族」を作り上げるという前例のない治療体制が組まれた。更生は一定の効果を見せたように思えたが、Aが入院して1年ほど経った頃、少年院の工作の実科（授業）で、新聞広告のチラシを切り抜いて画用紙に貼り付け、コラージュを制作した時に、Aは乳児の写真を目や耳、手足など部位別に一つ一つハサミで細かく切り刻んで、それを画用紙にわざとバラバラに貼った作品を作って、「精神と肉体の融合」の題を付けて発表した。また、Aが「理想の母親のような」人と慕う女性精神科医について、院生の一人が「色っぽい白ブタ」と発言し、その途端、Aは物凄い形相で激昂して、近くにあったボールペンを逆手に持って、院生の目を突き刺そうとした。少年院関係者は「この言葉によって、少年の殺意の引き金がひかれてしまい、それまでやっと積んできた矯正教育の成果がパーになってしまったわけだ」と語っている。また、A自身が少年院仲間に「いくら遺族の手記を読んでも、薬を飲んでも、治らないんだよ。僕は性格が異常なんだから……」「闘争と破壊こそ真の世界の姿だが、少年院ではいい子にしていなければ出られないから気をつけなくちゃ……」と発言している。
2001年11月、東北少年院に移送された後に、院生からいじめを受け、さらに院生の一人がたまたま教官の持っていた書類を盗み見たところ、Aが偽名であることが発覚。「お前、まさかあの酒鬼薔薇なのか」と問いかけると、少年がニヤッと笑って頷いたという噂がひろまり、Aの正体が一部の収容者にばれたという。その後、いじめが過激になり、2002年初夏に突然、半裸状態で意味不明の奇声を発し、ボールペンを振り回し、周りを威嚇し始めたという。教官らが駆けつけ、ほかの院生を連れ出し、少年を取り囲んで説得を始めたが、カッターナイフで自分の性器を切り付けたという。Aは直ちに個室に軟禁されて、事情聴取を受けたが、なかなか興奮が冷めず危険なうえ、動揺が激しく、何を言っているのか分からなかったため、最終的に「奇行」と断定された。
この騒動の後、神戸家裁が「少年の犯罪的傾向はまだ矯正されているとは言えない」と判断を下し、2004年末まで少年院収容継続を決定した。しかし、関東医療少年院は2003年3月にAの仮退院を申請している。被害者からは「神戸家裁の判断から半年余という短い期間で突然、少年が変身したとでも言うのか」という批判や疑問の声が上がった。

## 少年のその後
一橋文哉が、2004年秋に法務省幹部に取材を行ったところ、「ある団地の一室で法務省関係者と同居し、一緒に炊事や買い物を行うなど社会勉強中です。少年院で取得した溶接の資格を生かし、仮退院の数日後から毎朝8時、篤志家の一人が経営する工場に歩いて出勤し、仕事ぶりは極めて真面目。夕方5時に退社後は、保護司宅で面談を受ける日々です。ほかに毎週1回、精神科医のカウンセリングを受け、10日に1回程度は、母親とも会っているようです」と語っている。また、法曹関係者は「別の身元引受人と養子縁組して名前を変えたほか、出生地や学歴など偽のプロフィールを用意し、同僚や付近住民も正体を分かっていません。年齢も22歳になり、少年院で毎日、5階までの階段ダッシュを15往復、腕立てと腹筋を各100回こなし、身長170センチ、体重70キロと心身ともに逞しくなった。事件当時の写真を見た人でもまず、今の彼は分からないでしょう」「犯罪者予防更生法で1週間以上の旅行は許可が必要など、ある程度の制約は受けていますが、酒は飲めるし、好きなテレビゲームに嵌まるなど基本的に自由な生活を送っています。しかも2004年末までの保護観察期間が過ぎれば、同居者も姿を消し完全フリーになるんです」と語っている。
Aの居住地や勤務先について、法務省は「彼の更生には世間の温かい理解と協力が重要だ。公表は支障をきたす」とノーコメントを通し、マスコミや市民団体に、意図的に偽情報を流しているフシがあるという。全国各地で「酒鬼薔薇が東京都内の保護司宅で新しい生活を始めた」「埼玉県に住む身元保証人と養子縁組し、全くの別人に生まれ変わった」などの情報が乱れ飛んだ。Aが住んでいた神戸市でも、地元住民が「少年が家族とともに舞い戻るのではないか」と疑心暗鬼に陥っているという。
一橋の取材によると、Aの更生プログラムの病理診断の欄に「現時点にあっても、少年の病理は『寛解』段階に過ぎない」とあり、「現時点」は「退院しても問題ない」とされる「総括期」を指しており、Aの性的サディズムは治癒しておらず、退院直前でも再発する可能性が十分あることを、法務省が認めていたことになっている。また、前述のように退院間近のAが少年院で問題を起こして、誰もが「性障害が完治していなかった」と医療少年院に戻されると思っていたが、「何しろ、この段階で少年を送り帰そうものなら、仮退院はパー、国家の威信をかけた更生プログラムを組んだ法務省の面子は丸潰れになる。そこで院内には厳重な箝口令が敷かれ、何と少年の奇行はウヤムヤになり、社会復帰のための最終的な研修は予定通り終了したことになってしまった。上層部は保身に走り、現場の少年院も『やるべきことはすべてやった。こうなれば一刻も早く、少年を手放したい』という腫れ物に触るような弱腰姿勢が見え見えだった。もっとも更生したかどうかの決定的な証拠など、何もないからね」と法務省幹部が語っており、一橋は「冗談ではない。人間の一生や人々の安全というものは、役人の面子や保身で決める話ではあるまい」と批判している。

## 少年に関するエピソード
Aが在籍していた友が丘中学校の当時の校長である岩田信義は、Aには問題行動、正確にいえば、風変わりな行動が多かったと証言している。
他の生徒の靴を隠して男子トイレで燃やし、卓球ラケットで何もしていない生徒の頭を叩く、カッターナイフで他の生徒の自転車のタイヤを切るといった行為があったといわれ、Aが在籍していた小学校からは「刃物を一杯突き刺した不気味な粘土細工を制作していた」という報告を受けたという。
担任の話によると、Aの表情は総じて動きに乏しく、注意しても教員の顔を直視することがなく、心が別のところにあり、意識がずれ、言葉が届かない感じを受けたという。
しかし、これらAの行動は思春期前期の子供にままみられるパターンであり、非行と奇行のはざまにある行動だと岩田は指摘している。
中学校では入学早々から繰り返されるAの問題行動に手を焼いていた。Aの保護者も精神科医に診察を受けさせていたが、精神科医は学校の中で指導する方がいいという判断を下し、児童相談所には通所させなかった。それを受けて、学校は重点的にAを指導し、事実、1年生の2学期になると問題行動は減ったという。
それでも、教員の一部にはうちの学校で事件をやったとするならばAではないかという認識が煙のように漂っていたという。岩田はそういう話を聞くたびに「軽々しく口にすべきではない」と制止したが、岩田も「ひょっとしたら」と思っていたという。
1996年（平成8年）5月11日、当時、中学2年生のAは母の日のプレゼントに母の花嫁姿の絵を描いて渡す。前日に「母さん、何がほしい?」と聞くAに、母は「気持ちさえこもっていたら、別に何でもええよ。無理せんで」と答える。すると、Aは両親の結婚式の写真を押入れから出すと、「母さん、この女の人、誰や？」と問うので、「母さんなんやけど」と答えると「へー」といって、Aはその写真を見た後、マンガ用の画用紙の裏に一気にその絵を描き上げ、母に手渡すと、スーッと2階へ上がっていった。Aが母にプレゼントをしたのはこれが初めてであった。
Aは、第3の事件の犯行の9日前の5月15日から、友が丘中学校には登校せず、母親とともに神戸の児童相談所に通い始めていた。これは、5月13日に同級生を公園に呼び出し、自分の拳に時計を巻き付けて殴り、歯を折るなどの怪我を負わせたため、5月14日に学校から父親が呼び出しを受け、その後、両親が相談の上、学校を休ませ、児童相談所を紹介してもらったためである。暴行の原因は「竜が台の通り魔事件の犯人にまちがいない」と被害者の同級生がいいふらしていたためとAの仲間は答えているが、Aは「犯行ノート」に「アングリ（聖なる儀式）」を遂行する第一弾として学校を休むことにした」と書いていた。
加害者であるAの父親はその後文藝春秋より『「少年A」この子を生んで……』を刊行している。事件後、父親は親戚の元へ身を寄せ、また離婚して苗字を改名した。他にも弟2人がいたが、追及を避けるため、別の土地で暮らす手段が採られた。
ある時、被害者への謝罪に関し、警察官はAの父に対し、「お父さん、2月10日、3月16日の被害者の名前はご存知ですか?」と質問した。これに対し、Aの父は答えられなかった。警察官は、父親に加害者家族の苦痛を斟酌した上で、それ以上に被害者の家族が苦しみながら生きていることを諭した。

## マスコミ報道の様子
被害少年の首が学校の校門に晒されるという猟奇的な事件であった点から、マスコミはこの事件の報道を連日行った。この事件は海外においても報道の対象になっている。

### 犯人像
読売新聞大阪本社版の朝刊では「劇画やアニメの影響を受けた無口な犯人」と報道した。言語学者からは、挑戦状に出てくる難しい熟語は劇画では頻繁に登場し、長文ながら口語調がほとんどない点について、犯人が日頃会話が少ないことの表れと分析している。
朝日新聞には多数の意見が寄せられ、「高い教育程度」「孤独な30代」「複数の可能性」などの犯人像が報じられた。
犯行声明文の文章の組み立ても論理的なことから高い教育を受けている。—弁護士
年齢は30歳代と思う。10代や20代の若者では、声明文にあった「銜える」などの漢字を使おうという発想を持たないだろうし、逆にあえてこの漢字を使ったところに若さが抜けない30代ならではの背伸びを感じる。—作家
単独犯人説が強いが、私はあえて知的レベルの高い複数犯と考える。—作家

### 南京錠
5月30日付の朝日新聞大阪本社版の朝刊で「金物店に同型の南京錠求める不審な男性」が浮上と報道した。男性は30代半ばで身長165センチ、ベージュの作業着に紺色のズボンと報道。
読売新聞でも、アンテナ基地の南京錠と同じメーカーの錠を求めて5月初め、垂水区内の金物店を訪れた男は30-40歳と報道。
しかし、6月23日付の産経新聞で、捜査本部が南京錠を購入するための金物店を訪れた2人の男性は無関係と報道した。したがって、「南京錠を探していた男」の線は無くなった。

### スクーター
6月2日付の朝日新聞で「不審なスクーター目撃、『タンク山』へ向かう」という見出しが掲載された。記事によると、タンク山の入り口付近で遺体が発見された前日の5月26日夕方、スクーターで山に向かう不審な男性が目撃されているという。運転していた男性は40代で身長170センチ、眼鏡はかけておらず、白色のジャンパー姿だったという。しかし、スクーターの男性が名乗り出たため、事件とは無関係と判明した。
ところが、6月7日付の毎日新聞で、再びスクーターの男が浮上。頭部が遺棄された時間帯に目撃された不審なスクーターがあるという情報が寄せられた。当日は晴れていたにもかかわらず、紺色の雨合羽上下を着用し、つばのある黒いヘルメットをかぶっていた。この男が、前かごから黒いポリ袋を落として走り去ったという。その後の報道で、この男は黒いポリ袋をさげて歩いていた男と同一人物ではないかとされた。
一旦は車説が浮上したためスクーター説がなくなったが、再浮上。6月23日付の朝日新聞で、「二輪車タイヤ痕採取」と報道。頭部が置かれる直前の5月27日早朝、正門付近を猛スピードで走るスクーターが目撃されているころが判明。黒のブルーバードに加えてスクーターについても事件に関連している疑いがあるとみて特定を急いでいる、と報道された。しかし、この後にスクーターに関する新たな目撃談は取り上げられなかった。

### 車
犯行に使用された車として多くの目撃情報が寄せられたのが「黒のセダン」と「白い車」であった。不審車の目撃情報を追ったのは、被害者と犯人が路上で一緒にいるところを見たものがいないこと、被害者がいつも愛用している自転車を使わなかったこと、などから犯人が車を使って拉致したと考えたからである。
まず、浮かび上がったのは「黒のセダン」で、新聞各社が、被害者の頭部が遺棄された5月27日午前5時過ぎ、友が丘中学校正門前で不審な旧式の黒い乗用車が目撃されている、と報じられた。さらに、被害者が行方不明になった5月24日の昼過ぎにも、自宅マンション近くに黒っぽい不審な乗用車が停止しているのを近くの住民が目撃していた。
また、胴体部が発見された「タンク山」のふもと付近の市道でも、事件前の5月22・23日の夜間に2日続けて黒い乗用車が停止しているのを近くの主婦が目撃したと報道。この「黒のセダン」が犯行に使われた可能性が高いとして一気にクローズアップされた。タンク山のふもと付近では、不審な中高年の目撃証言もあり、毎日新聞によれば、男は35-40歳、身長160-170センチで短髪のがっちり形で、目がぱっちりしているのが特徴だという。
そして、6月12日付の朝日新聞大阪本社版で、被害者の自宅周辺などで相次いで目撃された不審な黒い乗用車について、捜査本部は、角張った車体の特徴などから、車種を旧型の日産ブルーバードと特定した、と報道した。
その一方で、注目されたのが「白い車」だった。頭部が発見された5月27日早朝、友が丘中学校付近で白いワゴン車が目撃されているという。6月9日付の産経新聞では、最も重要視しているのは白っぽい車を使った身長170センチ前後、20-40歳の男と報道。「黒のセダン」と「白のワゴン」の2台の不審車両の割り出しが犯人逮捕につながると各社は取材につとめた。

### 黒い袋の男
マスコミは逮捕直前まで、「黒い袋の男」を追いかけていた。5月28日付の産経新聞夕刊で、30歳くらいの不審者が頭部が発見された中学校正門前で目撃されたという情報が報じられた。目撃された男は30歳代くらいで身長170-180センチで白っぽい上着を着用。普段歩かない車道を歩いていたため不審に思ったという。
5月31日付の読売新聞朝刊では、中学通用口にゴミ袋を持ってかがみ込んでいる不審な30歳代の男について報道。
6月3日付の朝日新聞夕刊で「中学校校門近くに黒い袋持つ男」の目撃証言を掲載。男は40歳前後、身長170センチぐらい。続けて6月9日付の朝刊に「黒い袋の男、3度目撃」と報じた。目撃された日はゴミ収集日ではないこと、男の行動は極めて不自然として捜査本部も強い関心を寄せているとし、犯人である可能性が高いことを匂わせたという。
6月24日付の朝日新聞で、「『黒い袋の男』最重要視」と報道。
犯人像として浮かび上がったのは「30-40歳、身長170センチ前後」と各社ともだいたい同じだったが、最も具体的なのは読売新聞だった。6月13日付朝刊で、「目撃証言のゴミ袋男はスポーツ刈り 後ろ姿の絵作成へ」とゴミ袋の男がスポーツ刈りだったと報じられた。新聞によれば、捜査本部は数回に及ぶ事情聴取の結果、スポーツ刈りで、がっちりした体格の男との証言を得たという。2日後には、行方不明になる前後にタンク山にいた不審な男の目撃証言も取り上げた。この男の特徴も角刈り風の短髪、がっちりした体つきで目付きが鋭く、ゴミ袋の男と酷似している、と報じている。
産経新聞でも、ゴミ袋の男は身長170センチ前後の筋肉質で横わけできないほどの短髪であると報道。さらに、新たな目撃証言では、がっしりした体格でホームベース形の角張った顔、短髪という具体的な犯人像が浮かび上がった。「ホームベース形の角張った顔」「横わけできないほどの短髪」という目撃情報が加わることにより、犯人像がどんどんひとり歩きした。
6月24日付読売新聞では、兵庫県警察捜査本部は犯人像を「二十代から四十代前半までの身長一メートル七〇前後、スポーツ刈りの男」との見方を強め、不審者を約40人に絞りこんだ模様、と報じている。
テレビ、週刊誌も新聞同様に「黒のブルーバード」「白いワゴン」「30-40歳の短髪男性」などをキーワードに犯人像の特定に励んだという。
6月中旬、あるスポーツ紙が「本誌が全身像を作成」と独自に犯人のイラストを掲載。「不審な30-40歳の男」は自社取材で肉付きがよく引き締まった顔、きつい目、首と腕が太い、などの特徴があることがわかったとし、それらのデータを元に全身像を作成した、という。夕刊紙にも、スポーツ紙と似た「（本紙が）目撃情報をもとに独自に作製した『酒鬼薔薇聖斗』の似顔絵」をカラーで掲載。
さらに、民放のワイドショー番組でも似顔絵を数種類作製し、不審人物を目撃したという市民に見せて回るという犯人捜しが行われた。

### 右利きと左利き
5月29日付の産経新聞では「犯人は左利きか」という記事を掲載。3月の連続通り魔事件では、重傷を負った女児のけがの特徴から犯人が左利きである可能性も指摘されているとし、犯人が残した挑戦状は、この特徴を隠すために定規を使ったのではないかと推測している。
その一方で、6月17日付の朝日新聞大阪本社版では「犯人は右利きか 遺体の舌の骨折れず」と報じた。両手で首を絞めた場合、強い力が加わり舌骨が折れることが多いが、被害者の首には右手の指の跡しか残っておらず、捜査本部は、犯人の利き腕が右手であると見ている、と報じた。
なお、Aは右利きである。

### その他

#### 中国語
台北発として産経新聞は「挑戦状の一部が中国語と符合」と報じた。記事によれば、犯人が被害者に残した挑戦状に中国語と類似する表現が含まれていることが、犯罪問題に詳しい台湾筋などで指摘されているという。被害者の口に残されたメモには「酒鬼薔薇聖斗」など、日常の日本語とはかけはなれた感じの表記が多く見られるという。台湾筋の指摘によると、「酒鬼」は「大酒飲み」を意味する標準中国語（北京語）の口語表現、「学校殺死」として登場する「殺死」も、「殺害する」という意味の動詞であり、中日大辞典は「殺死」の項目で「首を切り落として殺すことをいうことが多い」と説明している。しかし、挑戦状の新しい解釈として興味をひかれたものの、犯人との結びつきについては言及していない。

#### ニュースでの光景
Aが逮捕された数時間後、須磨警察署からのニュース報道が行われたが、レポーターの背後に群がっていた野次馬に紛れた、茶髪の少年がピースサインをしたり携帯電話で電話しているという姿が映し出された。
この光景に対して、神戸小学生殺人事件を考える会が行った調査では、半数以上が「馬鹿・恥知らず」という回答だった。「馬鹿の見本市のようだった」「あの時間に須磨にいるのだから、全員が地元の子だろう。地元にいて、なぜあんなことができるのか。考える頭がないのでは？」「ことの重大さがわかっていない。親の顔が見たい」という意見があった。また、「恥ずかしい・情けない」と答えた10代の回答者も多くいた。「ピースサインはまだしも、携帯をかけていたのにはびっくりした。友達に『俺、映ってる？』と言ったのだろうが、見ているこっちが恥ずかしくなった」「最近の若者は馬鹿、と言われても仕方がないと思った」「酒鬼薔薇と同じように、あの少年たちの顔もモザイクでもかけてやったほうがいい。あんなにばっちり顔が映っては、将来に傷がつく」などの意見があった。その一方で、「あれが普通の少年」という回答もあった。「子供を殺しているよりは罪がない」「いつでもどこでもああいう子供たちはいる。無邪気で健全といえないこともない」といった意見も見受けられた。また、他には「友が丘中学、タンク山近辺は他府県ナンバーの車が観光にやってきている。中学の校門前で、記念撮影している大人もいた。震災直後に崩壊した建物の前で記念撮影をしていた人たちを思い出した」といった意見もあった。

### アメリカでの報道
事件当初、アメリカでは大した規模での報道は行われていなかった。しかし、犯人が14歳の中学生と分かった翌日の6月29日に各紙で取り上げられた。日本社会に大きな影響を与えた事件として、事件の全容を概括している。

## 少年の情報漏洩騒動
少年法第61条では、「家庭裁判所の審判に付された少年犯の氏名、年齢、住所、容貌などが明らかとなる記事や写真を、新聞および出版物に掲載してはならない」と規定されている。だが「審判に付される前」を狙って、新潮社がAの顔写真を掲載した週刊誌を出版した。
写真週刊誌『FOCUS』（編集長：田島一昌）は、1997年7月9日号（同年7月2日発売）で「『14歳酒鬼薔薇聖斗』の学校と殺人動機」と題した巻頭の4ページ特集を組んだが、同記事中でAの正面からの顔写真を掲載した。その事実が判明すると、直ちに大半の大手業者は販売を自粛決定したが、新潮社は回収せず販売を強行、一部の書店で販売された（即刻完売）。さらに翌7月3日に発売された『週刊新潮』（1997年7月10日号）にも、目隠し入りのAの顔写真が掲載された。7月4日、法務省（東京法務局）は新潮社に対し、『FOCUS』および『週刊新潮』の回収を勧告した。これはメディアによる人権侵犯に関連して、発行媒体の回収にまで踏み込んだ指導をした史上初の事例だったが、新潮社側は拒否。『FOCUS』発売直後、ウェブサイトで犯人の顔写真が数多く流布された。
また、審判終了後、『文藝春秋』（1998年3月号）に、検事供述調書が掲載される事が判明。一部で販売自粛、各地の公立図書館で閲覧停止措置となる。後の法務省の調査で、供述調書は革マル派が神戸市の病院に侵入してコピーしてフロッピーディスクに保存していたことが判明し、塩田明男が逮捕された（神戸事件をめぐる革マル派事件）。
立花隆は、これを雑誌に掲載するか否かについて当時の編集長平尾隆弘から緊急に相談を受け、2時間で7枚に及ぶ調書を精読、「どんなことがあっても掲載すべき」との判断を下す。少年法61条に抵触するか否かについては、この法令が報道することを禁じているのは、あくまで、本人のアイデンティティを推知できるような要素であって、それ以上ではない-従って、この調書を載せること自体は少年法61条に抵触することは全くないと判断。掲載を推薦し『文藝春秋』（1998年3月特別号）に掲載された。立花隆自身バッシングが起こることは確実と予想してのことであった。立花は『FOCUS』にAの顔写真が掲載されたことについては、別の理由から反対している。
その後も『FOCUS』には、Aの犯行記録ノートや神戸市教育委員会の指導要録など、本来なら外部に流出するはずのない資料が次々と掲載された。
なお、ワイドショーでAの家を映した際、表札が見えたという証言がある。

### 図書館不買による制裁論
1997年7月3日、札幌市教育委員会図書館全館長会議は、神戸事件の少年の個人情報を記載した『FOCUS』『週刊新潮』の2誌を当分の間登録せず、札幌市中央図書館長の保管とし、利用者に対する閲覧禁止と貸出し禁止を決定。同年10月20日、札幌市議会第一部決算特別委員会で、中央図書館長が「（反社会的な行為を行った出版社に対する）資料購入の停止などの制裁は非常に困難」との認識を述べたことについて、市議の小田信孝(公明党)は、以下のように図書館不買による制裁の必要を述べた。
当該号である『FOCUS』1997年7月9日号や『週刊新潮』1997年7月10日号はいずれも、国立国会図書館で閲覧制限がなされている。

### 書店側などの対応・反応
問題となった『FOCUS』に関しては、JRグループ各社の駅構内に展開するキヨスクの運営会社や、地下鉄互助会（営団地下鉄の駅構内の売店を経営）、小田急商事や、航空各社（日本航空・全日本空輸・日本エアシステム）の全空港売店、セブン-イレブン・ジャパン、ローソン、紀伊國屋書店、青山ブックセンターなどが、「少年の人権侵害」「反社会的な行為」などを理由に販売を中止した。中には定期購読者にも当該号の引き渡しを拒否した大書店もあった。また7月2日から3日にかけ、地元の神戸市や同市の教育委員会、神戸弁護士会などは新潮社に対し、2誌の発売中止を申し入れ、日本新聞労働組合連合も抗議声明を出した。
また田原総一朗（ジャーナリスト）、久田恵（ノンフィクション作家）らは『FOCUS』の報道を批判。灰谷健次郎（作家）は7月9日号の発売直後から新潮社に抗議し、次号には同誌を批判した寄稿文「『フォーカス』が犯した罪について」が掲載された。灰谷はその後も、同誌担当重役や出版担当重役らと話し合ったが、歩み寄りには至らず、同誌の報道に抗議し、16日にはそれまで同社から出版していた『太陽の子』『兎の眼』など約30作品（文庫本および単行本）の版権をすべて引き揚げることを発表した。
一方、一部の書店で『FOCUS』や『週刊新潮』のコピーが店長の判断によって有料で販売され、本店から中止命令を下された店もあることも報じられた。また、新潟県三条市を中心とした地域で発行される地方紙『三條新聞』（三条新聞社）1997年7月15日付の紙面には、燕市内の一部地域で、問題の『FOCUS』の見開き2ページのコピーが、回覧板に挟まれて回されていたことを伝える記事とともに、回覧されていた顔写真入りのコピーがそのまま掲載された。三条新聞社側は翌16日付の紙面一面で、「編集部と制作部間の連絡ミスによるもの」「コピーをそのまま掲載し、社会に多大なご迷惑をかけた」とする「おわびとお知らせ」を山崎勇社長名で掲載したが、新潟地方法務局は18日付で同社に対し、人権を著しく侵害したとして再発防止を「説示」した。
日垣隆は、関係者やマスコミが「少年である容疑者の人権は守られなければならない」という理由から顔写真掲載を批判したことや、図書館・書店が『週刊新潮』や『FOCUS』を排除したことについて、以下の理由から批判している。
- 容疑段階で顔写真を出すべきでないという考えは年齢に関係なく当てはまる。
- 「容疑者が特定されるのがいけない」という考えが理由ならば、少年Aの家の写真や学校名も掲載されるべきではない。
- 少年法が根拠であるならば、援助交際をしている少女たちの目隠し写真の雑誌掲載も売春防止法の観点から規制されるべきである。
- 殺人犯の人権が重視されている一方、犯罪被害者の人権を侵害するような報道（横浜母子事件のランジェリーパブ写真や東電OL事件の被害者の私生活暴露など）が行われている。

## 事件の影響
本事件のような少年による凶悪犯罪の続発を受け、1999年（平成11年）3月には家庭裁判所での少年審判の事実認定手続きを厳格化することを柱とした少年法改正案が提出された。当時は与党内でも慎重論が強く、同法案は審議入りしなかったが、2000年（平成12年）に名古屋中学生5000万円恐喝事件・豊川市主婦殺人事件・西鉄バスジャック事件など、凶悪な少年犯罪が続発したことを受け、秋の臨時国会で厳罰化（刑事罰対象年齢を16歳から14歳に引き下げ、16歳以上が故意の犯罪で人を死亡させた場合は原則として検察官に送致するなど）と、被害者への配慮（少年保護の範囲内で、被害者やその家族が家裁を通じて事件について情報を得たり、意見を述べたりできるようになる）を柱とした改正案が成立。2001年4月から施行された。
事件解決後、事件の舞台となった須磨区の神戸総合運動公園野球場（グリーンスタジアム神戸）を本拠地球場としていたオリックス・ブルーウェーブは同年7月21日の対日本ハムファイターズ戦に小学生約400人を招待し、試合前にグリーンスタジアム神戸のグラウンドで選手たちとじゃんけんゲームやドッジボールなどをして遊ぶイベント「がんばろう神戸っ子」を開催した。このイベントはオリックス球団の選手会が神戸市教育委員会に相談し、須磨区や西区の小学校の中でも事件の影響が大きかった17校から児童約400人を招待して行ったもので、イチローら約60人の選手が参加した。オリックス球団は阪神・淡路大震災後にもこのイベントを企画していたが、シーズン中の開催は初である。このイベントに参加し、イベント後に子供たちの代表としてお礼の言葉を述べた竜が台小学校の児童は、事件後は1人で外出することができなくなっていたと話している。
また同年8月1日には、連続ピストル射殺事件の犯人である永山則夫（事件当時19歳の少年死刑囚）が東京拘置所で死刑を執行された。これについて、「本事件の加害者が少年だったことから、少年犯罪への抑止力とするために永山を処刑したのではないか」という指摘があるが、永山の死刑執行を指揮した松浦功法務大臣は同月5日の記者会見で、「永山の死刑執行は本事件とは無関係だ」と述べている。
事件の舞台となった北須磨団地の自治会は、事件から5年となる2002年（平成14年）5月、友が丘七丁目にある自治会館前に「友愛」の字が刻まれた石碑（高さ約1.7 m）を建立した。

### 被害者側の人権
特に、この事件をきっかけにして、大きくクローズアップされだしたのが、被害者側の人権問題であった。これまでも、この種の少年犯罪による事件では、犯罪者側の人権は十分に保護されるにもかかわらず、被害者側は個人のプライバシーまで暴き出され、マスコミからもさまざまな迷惑や圧力を蒙ることが問題視されてきたが、特に世間が大きく注目したこの事件がきっかけとなり、その後、多少の変化の兆しが見られるようになった。また、被害者側の働きかけにより、この事件の審判の過程においても異例の措置がとられるなど、司法側にも幾分の配慮が見られた。

#### 少年法の壁
いわゆる少年事件では加害者の住所氏名すら被害者に伝えられず、審判は非公開でどんな事実認定がなされたかすら知るよしもない。それは、わが子を失った親が、「子供はどれほど苦しんだのか。何か言葉を残したのか。そして、目は閉じていたのか」（土師守『淳 それから』）すら知りえるすべがないということである。加害者が嘘をついたり、被害者に対し中傷したとしても、被害者側は反論や否定すら出来ない上、処分が出てもその内容すら知りえない。被害者側は完全に蚊帳の外に置かれる。第三の事件の被害者の父とその弁護人である井関勇司が取り組んだのは、まず「少年審判への関与と情報開示の要求」であった。そのため、まず担当判事である井垣康弘に要求したのは「加害者の法律記録および社会記録（鑑別結果、調査票など）を見せてほしい」ということであった。これらは、加害者側の弁護人には閲覧や謄写が認められているが、被害者側の弁護人には認められていない。従って、この要求に対して井垣判事は拒否した。また、「遺族に審判廷で意見を述べさせてほしい」との要求も行ったが、これも否認された。これに対して「それならば、少年は退廷させてからでいいから、審判廷で意見を述べさせたい」との要求を行ったが、これも却下された。しかし、その後の粘り強い井関弁護士の交渉が実を結び、最終的には、公式の審判では無理だが、判事室で判事が被害者遺族に会って話を聞くということになった。これは、画期的な異例の事態であった。
この「異例の意見聴取」は、第4回審判が開かれたのと同じ10月13日、約30分間にわたって行われた。17日には神戸家庭裁判所での最終審判で、Aの医療少年院送致の保護処分が決定したが、家裁は「正確な報道のための資料提供の観点から」という理由で「処分決定の要旨」をマスコミに公表した。これはあくまでもマスコミに向けたものであって、被害者へはあくまでもマスコミを通して知らされた。言うまでもなく、それまでも事件に関する情報は、被害者側が知るルートはすべてマスコミであった。

#### マスコミによる暴力
上記のごとく、被害者側が知りえる事件の情報はすべてマスコミを通じたものであったが、同時に被害者はマスコミから24時間監視され、多大な苦痛を味わっている。特に猟奇的な犯行であった第三の事件では、犯人が逮捕されるまでは、被害者宅に数多くのマスコミが張り付き、周囲の道路は違法駐車の車で交通渋滞ができ、被害者宅ではカーテンすら開けられない状況が続いた。かつ、犯人は両親ではないかとの憶測すら乱れ飛んだ。土師守はこれを「マスコミによる暴力」と表現した。また、1998年（平成10年）2月10日には、文藝春秋社から、犯人の供述調書（検事調書）7枚分が掲載され「少年Aの全貌」という見出しの『文藝春秋』3月号が発売された。事前に警察からこの情報を聞かされていた土師守は勤めている病院の売店で買い求めるが、最初の解説の部分を少し読んだだけで、その後の記事は読んでいない。奇しくもこの日は、被害男児の誕生日でもあった。弁護士の井関勇司は「遺族の心情を考慮すると問題だ、興味本位で読まれるのはつらい」と土師にかわってコメントを発表した。

## 世間の反応
14歳の中学生が起こした事件として、世間では大きく騒がれた。以下の調査は神戸小学生殺人事件を考える会によるもの。

### 犯人が14歳の中学生
犯人が14歳の中学生であったことに関して、半数以上が「驚いた」という意見だった。その次に多かったのが「信じられなかった」という意見である。その一方で、少数ではあるが「やはり、と思った」という意見もあった。しかし、その中でも「10代だとは思っていた。しかし14歳とは……」という意見が多数だった。逆に、「14歳だからかえってあんな事ができたのか」という人も少数ながらいた。また、「恐ろしい」という意見もあった。「14歳でこんなことをしてしまう酒鬼薔薇が怖い」「こんなことが中学生にできてしまうという現実が恐ろしい」などがあったが、何を恐ろしいとするかは人それぞれだった。

### 少年法
犯人が少年法に守られていることに関して、「許せない」「納得できない」といった意見が7割を占めた。その一方で、「仕方ない」といった意見も多く、「そうなっているなら仕方ない」「仮に少年法が改正されても、酒鬼薔薇には適用されない。ここまで放置してきてしまったのだから、もう遅い」「おかしいとは思うけど、法治国家とはこういうものでは？」「酒鬼薔薇だけ特例にしたら、秩序がなくなる」などの意見があった。30歳以上の中には「14歳では責任能力がない。成年と同じ処罰を与えるのは無理」と、「守られて当然」という意見もあった。しかし、10代はほぼ全員「許せない」「納得できない」という意見だった。

### FOCUS
犯人である少年の顔写真が掲載されたFOCUSを手に入れた人は1割にも満たなかった。しかし、コピーを含めると約4割が見たことがあるという。
顔写真を見た印象としては、「普通の子と変わらない」という意見が最も多かった。次に多かった順に、「恐い」「陰湿な印象」といった意見だった。
FOCUSに顔写真を載せたことに関しては、6割以上が賛成といった意見だった。

### メディア報道
犯人逮捕後、新聞での報道は日が経つにつれ、教育問題などを背景とする記事を取り上げることが多くなったが、これに対しては偽善的といった意見が多かった。「悪いのは社会、というように酒鬼薔薇を擁護するような書き方が多い」「罪を憎んで人を憎まず、という姿勢がかえって不気味」という意見があった。また、「人権侵害ということにびびりまくっている感じ」「少年法に守られている容疑者だから、言いたいことの半分も言えないのだろう」と『歯切れが悪い・つっこみが甘い』といった意見も多かった。
一方、年配者には「新聞は興味本位で書き立てるべきではないし、事実のみを伝えるもの」と『これが妥当』といった意見も多かった。
逮捕後は識者のコメントや分析が目立つようになったが、10代の中には「心理学者だの小説家がわかったふうなことを書いているのには腹がたった。勝手に酒鬼薔薇の気持ちを推理して決めつけていたが、こんな人たちにわかるはずがないのに、と思った」「最近の若者という枠で、酒鬼薔薇のことを語らないで欲しい。あんなヤツと一緒にされたくない」という意見が出た。
外山恒一は、永山則夫はもちろん宮﨑勤ですら擁護派が存在したというのに、この時代になるとすでに擁護派が激減している点について、オウム事件以降の報道の変化の影響を挙げている。

### 表現規制
犯行声明にバイオレンスコミックが引用されていたり、部屋にホラームービーが何本もあったことから規制の声があがり、実際、規制すべきといった意見が多かった。「小学生が読むマンガでも、暴力シーンが多い。あまりにも簡単に人が死ぬので、子供に『死』というものを軽くとらえられている気がする」「ガイドラインを作って、一斉に規制するのは検閲のようでよくない。作者や発売元の良心に任せる程度の規制が望ましい」「いちばん影響が大きいのはテレビゲームだと思う。大抵のゲームが、相手を倒して自分が生き残る、強くなるものばかり。幼稚園の子供が『死ね、死ね』と叫びながらコントローラーを持っている姿は怖い」という意見があった。
さらにこの事件の後、1998年1月から3月にかけて青少年による刃物事件が多発。そのうち一人が、フジテレビのドラマ「ギフト」を見てバタフライナイフを所持したと供述したこともあって、世論や政府でもメディア批判が強くなり、郵政省も「青少年と放送に関する調査研究会」を発足させ規制に乗り出した。この動きは後の青少年有害社会環境対策基本法案につながる。
しかし、当時既に少年の補導件数は減少傾向であり、規制は必要ないといった意見も多く、「ホラービデオ愛好家がみんな殺人を犯すわけではない」「表現の自由の侵害。ビデオを見なくても、人ぐらい殺せる」「規制しても意味がないと思う。いまだって未成年でも酒もたばこも買えるし、アダルトビデオも見られる」「マンガを規制するくらいで犯罪が減るなら、この世に犯罪者はいない。『水戸黄門』ファンの殺人犯だっているはずだ」「国が法律で規制するのではなく、親がチェックすべき問題だと思う」といった意見があった。また、他には「規制しろ、ともっともらしいことをいうテレビ番組で『これが犯行声明に引用されたマンガです』と何度も紹介していた。宣伝してどうする？」「宮崎事件のときはオタクはみな危ないといい、今度はマンガやホラー。なぜすぐにわかりやすい原因をみつけたがるのか？」という疑問の声も上がった。

### 有識者の反応
事件の特異性から、各分野の専門家がそれぞれの立場から事件に対する意見を表明した。愛知教育大学の2006年の研究報告によると、佐木隆三は「日本の凶悪犯罪史上において、犯行者の低年齢化という意味で、エポックメーキングな出来事」、小田晋は「快楽殺人」という観点から生物学的問題を指摘、町沢静夫は行為障害、性的サディズムとした精神鑑定を妥当としながら発達障害の一つである注意欠陥・多動性障害を追加、福島章は行為障害、青年期発症型重症と診断のうえ「喪と殺人」という視点を提起、宮台真司はAが『寄生獣』を愛読していたことからAの犯罪は「自分の意思であると同時に神に捧げられており、これは弱い人間がノイズに満ちた環境から身を守るための智慧といえるが、年若い少年がこれほど強力な自己防衛ツールを発動したのは母親とのコミュニケーションが原因ではないか」と推測し、髙山文彦もAが造り上げた奇怪な想像世界の分析により、母親による虐待を大きな原因とし、無理心中に近い行為と指摘、村瀬学はイニシエーションという観点から、境界を意識した人間の行為と考察、岩宮恵子もイニシエーションに関し、学校という異界での試練を挙げた。

## 少年は冤罪か
逮捕されたAが犯行を認め、関連する犯罪についても述べているものの、冤罪を指摘する声もある。 その多くは被害少年の首を切断した際の警察の報告書に対する疑問点や、捜査の手法、判決を批判したものである。また、物的証拠に不足、不自然な点があるとも指摘される。
多くの冤罪事件を手がけてきた弁護士の後藤昌次郎や、『神戸事件を読む―酒鬼薔薇は本当に少年Aなのか?』（鹿砦社）の著者の熊谷英彦、Aが在籍していた中学校の校長（当時）の岩田信義らが冤罪であると主張しており、特に、熊谷の著作は冤罪主張派にとって重要視されている。冤罪説の指摘のうち主なものを以下に記す。
- 第二の事件で殺害された女児の頭の傷は八角げんのうを左手に持って殴りつけてできたと考えられ、右利きのAがやったとは考えにくい（「#右利きと左利き」も参照）。
- 第三の事件で殺害された男児の首は遺体を冷凍して切断した可能性が考えられる。岩田は若いころ、来客に料理をふるまうためにニワトリを屠殺した経験があり、ニワトリの首は簡単に切れなかったと述べている。岩田は糸ノコギリで人間の首は切断できないのではないかと疑問を呈している[155]。
- 筆跡鑑定の結果は声明文がAによって書かれたものだと断定はできないというものであった[156]。のちに、鑑定結果を弁護士から知らされたAは「騙された、悔しい」といって泣いたといわれている[157]。ただし、赤インクの太字と定規を使用したと見られる直線で描かれたもので、筆跡をごまかしているため、鑑定の結果自体は冤罪の根拠とはならないという意見もある。ただし、Aの中学での国語の成績は入学以来常に5段階評価の「2」で、事件直前の授業の作文と比較して犯行声明のような高度な文法や複雑な読みまわしの漢字を書く能力があったかどうかには疑問が残っている。
- 取り調べにおいて警察は声明文の筆跡鑑定が確定的であるかの様に説明し、それを受けてAは自白を始めた。これは違法行為であるため、家裁審判においてこの自白調書は証拠として採用されなかったが[156]、Aの弁護士は非行事実について争おうとはしなかった。
- Aの素行についての証言が逮捕直後から多数報道されていたが、調査してみると多くは伝聞情報ばかりで直接の目撃証言が確認できない。
- 判決文による非行事実は荒唐無稽で実行不可能な部分が多い。
- 14歳の少年に実行可能な犯罪とは到底考えられない。犯行声明文は14歳の少年が作成したものとは思えないほど高度である[158]。岩田は、この犯行声明文は全体的に難解な論理を特異な比喩を使いながら展開しているにもかかわらず論旨は明快で、成績の悪いAに到底書けるとは思えなかったと述べている[159]。

Aの母が2002年5月にAと面会し、「お母さん、あんたの口からハッキリと聞いておきたいことがある。○○君を殺したの？ ○○君を殺したんは、本当にお前なんか？ あの事件は冤罪ということはあり得へんの？」と冤罪の可能性について尋ねた際、彼は「あり得へん。間違いなくそうです。自分がやりました」と語っている。

## 少年Aの母
1999年4月、少年Aの母による著書、『「少年A」この子を生んで……』が文藝春秋から出版される。母の手記と育児日誌、父の日記で構成された内容であった。夫婦が1997年6月28日の少年の逮捕から初めて面会したのは9月18日だった。「誰が何と言おうと、Aはお父さんとお母さんの子供やから、家族5人で頑張って行こうな」と、父が声をかけたそのとき、Aは2人に向かい「帰れ、ブタ野郎」と怒鳴り、すごい形相で2人を睨んだ。15分ほどの面会時間の間、最後まで「帰れっ」とAは怒鳴り続けた。被害者の小学生が行方不明になった際には、両親ともに捜索に参加していた。著書の中では母は、息子には、生きる資格などとうていありません。もし、逆に私の子供たちがあのような行為で傷つけられ、命を奪われたら、私はその犯人を殺してやりたい。償われるより、死んでくれた方がマシ、と思うはずです。ささやかで不甲斐ないお詫びをされるよりかは、いっそAや私たちが死んだ方が、せいせいされることでしょう。きっと被害者のご家族は、私たちが存在していること自体、嫌悪されているのではないでしょうか。と記している。
『「少年A」この子を生んで……』という本のタイトルは、母がつけたものである。両親の手記であるにもかかわらず、この題名にしてほしいと編集者に要望した。編集者は一字一句も直さず、そのまま採用した。

## その後の加害者の動き

### 「元少年A」の手記『絶歌』
2015年6月10日、32歳となった元少年が手記『絶歌 神戸連続児童殺傷事件』を太田出版から刊行した。初版10万部。「元少年A」名義となっており、犯行当時および現在の本名は記載されていない。週刊文春2015年6月25日号によれば、元々は幻冬舎に手記出版を持ちかけていたが、社長の見城徹が自社での出版を断念し、代わりに太田出版を紹介したのだという。手記の出版に対し被害者の遺族は出版中止と回収を求めており、発行元の太田出版は6月17日にウェブサイト上で「『絶歌』の出版について」という見解を表明した。初版が6月28日発行（6月10日発売）であったが、その後も7月10日付で第2刷、7月21日付で第3刷と増刷されている。近畿地方では本書を置かない方針とする書店や公共図書館も一部にある。全国的にも購入を踏みとどまる図書館が多いことから、日本図書館協会では6月29日に図書館の自由に関する宣言に言及したうえで、外部からの圧力によって購入についての判断を左右されることがないよう、全国の図書館に呼び掛けている。

### 「元少年A」のHP
2015年8月29日の消印で、A本人から『週刊文春』宛てに送付された手紙の末尾に、〈重要なお知らせ〉として「元少年A」のホームページ開設の告知が記され、手紙の内容と共に9月10日に報じられた（『週刊新潮』『女性セブン』『朝日新聞』にも同内容の手紙が送られている）。
「元少年A 公式ホームページ」は、「存在の耐えられない透明さ」と題され、トップページにはプロフィールと、自著『絶歌』の宣伝広告文が掲載される。
ホームページの告知が末尾に付されていたAの手紙はA4用紙20枚、2万字以上に及び、その内容は、『絶歌』の出版経緯をめぐる自分自身の「些末な名誉回復」を中心とした自己主張と、当初から出版をサポートしていた見城に対する批判や怨恨が大部分を占めており、被害者遺族への謝罪や事件に対する反省の記述はない。
ホームページも、「少年A」の他者に対する忖度や憐憫の欠如、異常性や危険性が何一つ変っていないことや、自身を本物の〈異端〉として特別視した自己顕示欲の場であるという感想が複数の専門家らから指摘されている。事情を知る出版関係者も、Aが自身の犯罪だけではなく、『絶歌』出版の経緯そのものも「自分の物語」だと思っていることがうかがえると指摘している。2016年10月、ホームページが閉鎖された。

### 「元少年A」の有料メルマガ配信と凍結
2015年10月12日、有料のメールマガジン（ブロマガ）『元少年Aの“Q＆少年A”』（月額800円、隔週月曜日）の配信を開始し、「元少年Ａとよりディープに、魂の触角と触角が絡み合うようなやり取りができるよう、新たに別な場所を設ける」と自身の公式ホームページで説明していたが、同月15日までに凍結された。
これに対し配信元のFC2は、「規約上の違反及び多数のユーザーに迷惑をかける行為」を凍結の原因と説明している。

### 週刊文春の取材への対応
2016年に週刊文春がAの手記やホームページでの反省のなさや自己顕示欲などに疑問を持ち、都内に住むAに取材を申し込んだ所、「いらねえ、いらねえよ。いい加減にしとけよ、コラ。お前、ナメてんのか。違うって言ってんだろ。何なんだよ、お前！」「命がけで来てんだろ、なあ。命がけで来てんだよな、お前。そうだろ！」「お前、顔と名前、覚えたぞ。わかってんのか、おい！」「車はどこだ。どこだって聞いてんだ、オラァ！」と迫り、記者は身の危険を感じ、逃げたのを追いかけるほどであった。

### 遺族の対応
2015年11月14日、次男を殺害された被害者の父親は京都産業大学で講演を行い「さらなる精神的苦痛。許されないこと」であるとしてAの行動を非難した。

## 事件全記録廃棄
2022年10月、神戸連続児童殺傷事件の記録について、神戸家庭裁判所は保存期間満了後に2項特別保存にせず、2011年にすべての記録を廃棄していたことが報道機関の取材により発覚した。

### 廃棄された理由・背景
廃棄担当は特別保存に該当する記録だと考え、所長を含む複数の管理職に相談したものの所長は特別保存の有無の検討をする立場にいると認識しておらず、判断を示さなかった。そのため自分で判断しなければと考え、
1. 特別保存されたものではないこと
2. 保存期間から２年経過していること
3. 保存期間中に廃棄を止めるような事が起きていないこと
4. 少年事件は一般事件と異なり非公開なため記録を使うことがないと思ったこと
5. 記録を保存庫が狭かったなどの理由から合理的に判断し保存の必要性がないこと

などの理由から廃棄の手続きを進めた。そのため、本記録の2項特別保存にするか所長に意見や判断を経ることなく廃棄がされた。